# Pietro Bembo
Pietro Bembo (Venezia, 20 maggio 1470 – Roma, 18 gennaio 1547) è stato un cardinale, scrittore, grammatico, poeta e umanista italiano.
Appartenente a una nobile famiglia veneziana, fin dalla gioventù Pietro Bembo ebbe modo di costruirsi una solida formazione e reputazione letteraria grazie ai contatti con l'ambiente paterno e in seguito all'amicizia con Ludovico Ariosto, con Baldassarre Castiglione e alla consulenza per Aldo Manuzio. Il suo merito principale fu quello di contribuire in maniera significativa alla «codificazione dell'italiano scritto», uniformato al modello boccacciano, nell'opera che più di tutte lo ha reso famoso, «la grammatica più importante dell'intera storia dell'italiano», ossia le Prose nelle quali si ragiona della volgar lingua (1525). Parimenti decisivo fu il suo ruolo nella diffusione in tutta Europa del modello poetico petrarchista, legato a rime amorose dal sapore platonicheggiante a Maria Savorgnan e a Lucrezia Borgia. Stimato scrittore e poeta anche in lingua latina, dopo una vita avventurosa tra le varie corti italiane fu alla fine nominato cardinale nel 1539 da papa Paolo III, morendo a Roma nel 1547.

## Biografia

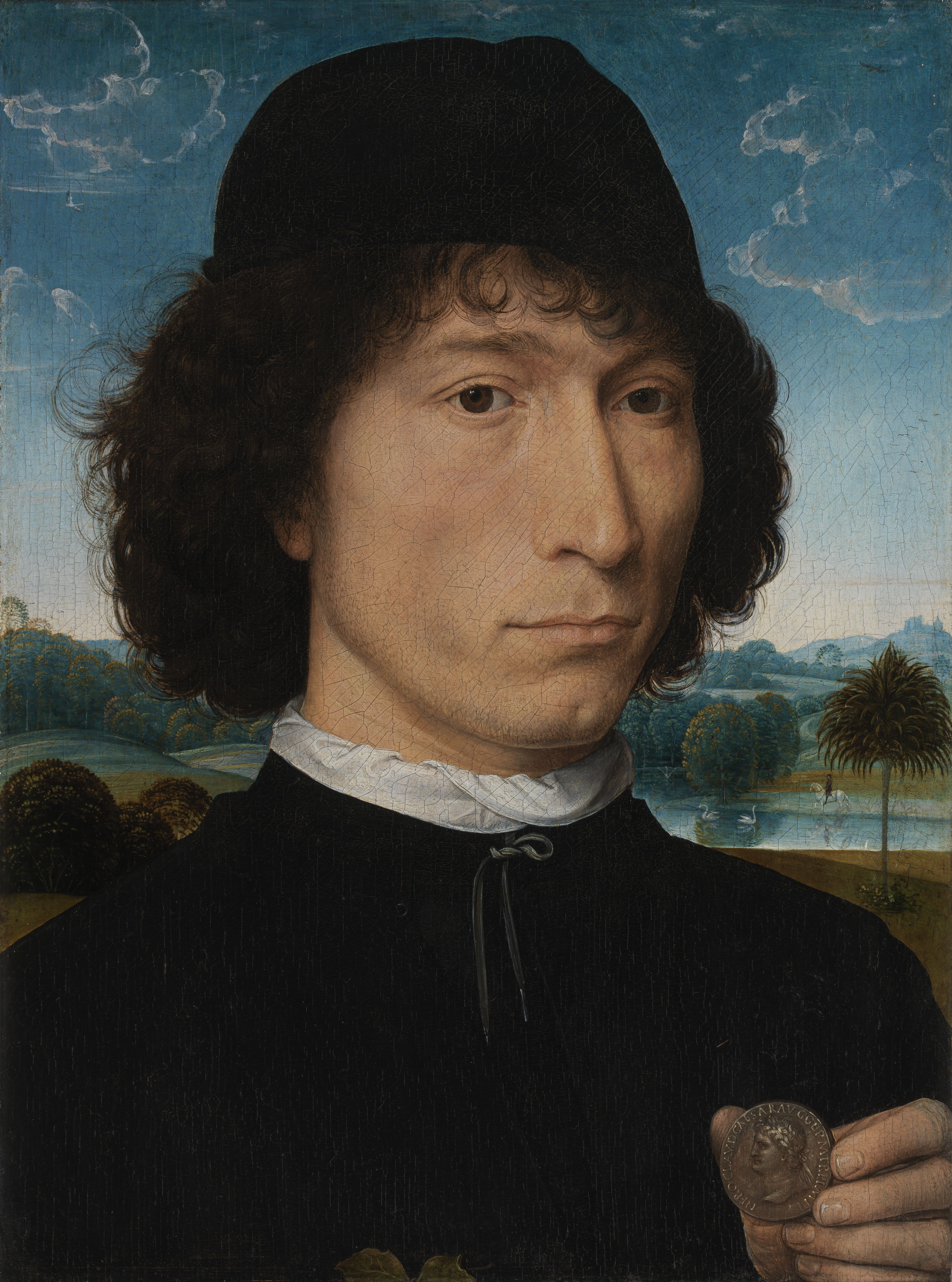
Hans Memling, Bernardo Bembo, pittura ad olio, 1471-1474, Museo reale di belle arti di Anversa.

### Origini e formazione
Pietro Bembo nacque a Venezia il 20 maggio 1470 dall'antica famiglia patrizia dei Bembo. I genitori erano Bernardo, importante uomo politico ed egli stesso umanista, ed Elena Marcello. La famiglia era impegnata attivamente nei traffici commerciali e nella produzione della ricchezza di Venezia, che alla nascita di Pietro stava vivendo una vera «età dell'oro»: aveva infatti sedi a Costantinopoli, a Lione, a Bruges, a Damasco e a Palermo. Inoltre, i Bembo si erano sempre distinti nel servizio allo Stato: Bernardo Bembo continuò ad occuparsi della cosa pubblica sino all'età di 80 anni. In questo contesto, Pietro nel 1478 seguì il padre, senatore della Serenissima, a Firenze, dove conobbe Lorenzo il Magnifico e imparò ad apprezzare il toscano, che avrebbe preferito alla lingua della sua città natale per tutta la vita. Nel decennio successivo, fu a Roma alla corte di Innocenzo VIII (1484) e poi a Bergamo, dove il padre fu nominato podestà dalla Serenissima. Rientrato a Venezia col genitore, non intraprese la carriera politica, preferendo dedicarsi a quella puramente letteraria, suscitando in ciò disapprovazione da parte del padre e della madre che volevano partecipasse alla vita politica della città. Nei primi anni '90 il giovane Pietro si dedicò invece allo studio di manoscritti del commediografo latino Publio Terenzio Afro insieme al ben più esperto filologo e poeta Agnolo Poliziano, letterato della corte medicea che, insieme a Giovanni Pico della Mirandola, era in cerca di manoscritti nell'Italia settentrionale come era d'uso nel corso dell'età umanistica Marco Faini scrive, a tal proposito, che per Bernardo Bembo «servire la Patria e onorare la famiglia facevano tutt'uno». Nel frattempo, alcune composizioni poetiche del Bembo, conservate oggi nella Bibliothèque Nationale di Parigi, cominciarono a valicare i confini della Repubblica di Venezia arrivando a Milano, dove attirarono l'attenzione del letterato sforzesco Gasparo Visconti e che, secondo Faini, furono diffuse nel Ducato grazie al grecista e filosofo padovano Galeazzo Facino.

#### Il viaggio in Sicilia
Desideroso d'imparare il greco antico, dal 1492 al 1494 si trasferì a Messina per studiarlo con il famoso grecista Costantino Lascaris. Vi si recò con l'amico e condiscepolo Angelo Gabriel, arrivando a Messina il 4 maggio 1492 dopo aver soggiornato a Napoli, dove ebbe modo di conoscere vari umanisti della corte aragonese quali Giovanni Pontano  e Jacopo Sannazzaro. Restò per sempre memore del suo soggiorno siciliano, di cui gli rinnovavano il ricordo sia la corrispondenza con letterati messinesi, fra i quali il Maurolico, sia la presenza del fedelissimo amico e segretario Cola Bruno (1480-1542), che lo seguì a Venezia e gli stette vicino per tutta la vita. Cola, infatti, «si prendeva cura di Pietro, rivedeva i suoi scritti… ne seguiva la stampa. Amministrava la casa padovana e, più tardi, seguì l'istruzione dei due figli Elena e Torquato».

#### L'esordio letterario: ilDe Aetna

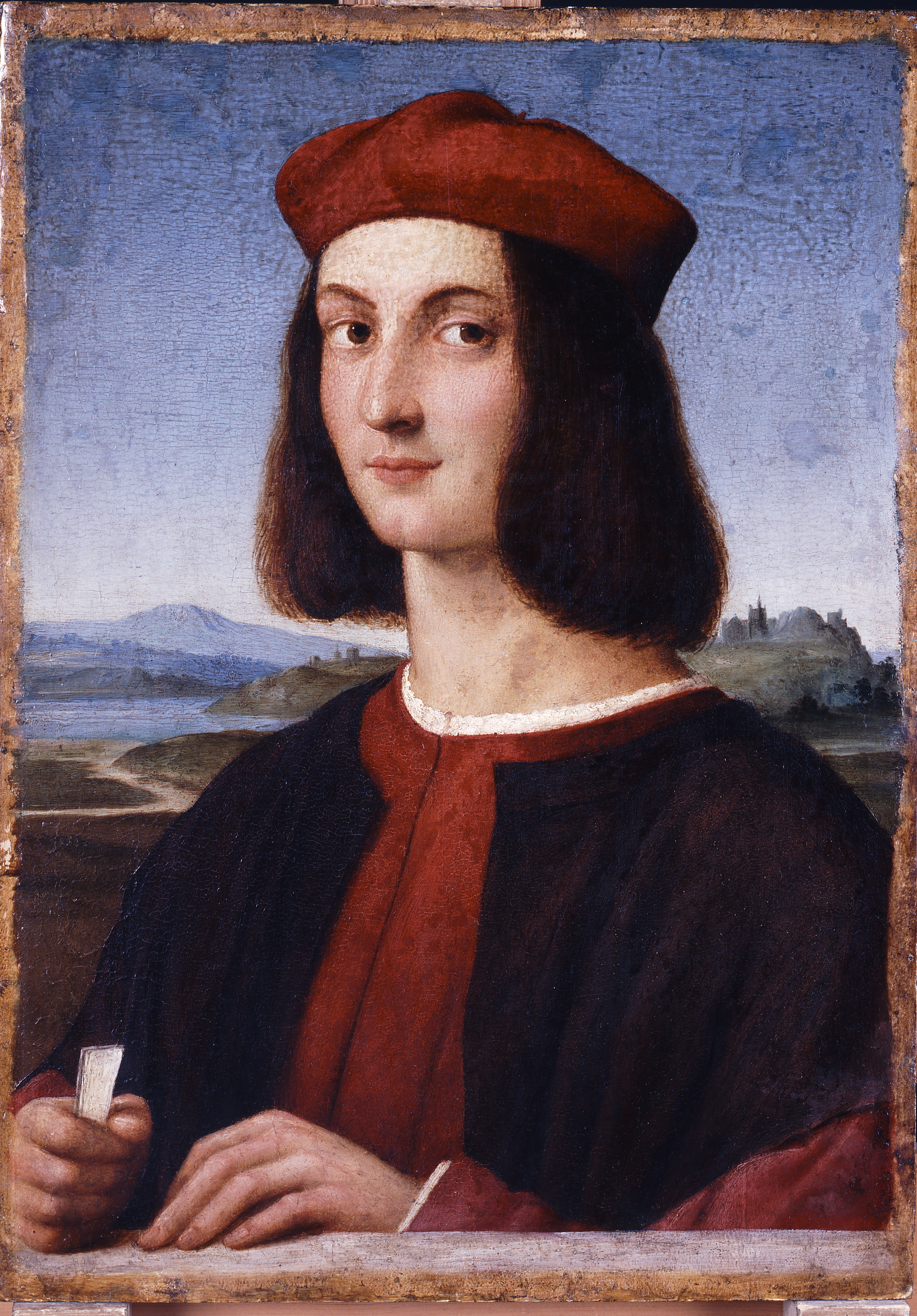
Raffaello Sanzio, Ritratto di Pietro Bembo, olio su tavola, 1504, Museo di belle arti, Budapest.

Ritornato a Venezia, collaborò attivamente con il tipografo Aldo Manuzio, inserendosi fin dall'inizio nel suo programma editoriale con la pubblicazione il 28 febbraio 1495 della prima aldina, la grammatica greca di Costantino Lascaris (intitolata Erotemata), che egli e il suo compagno Angelo Gabriel avevano portato da Messina.
Il suo esordio letterario avvenne con l'edizione, stampata dallo stesso Manuzio nel febbraio 1496, del dialogo latino De Aetna ad Angelum Chabrielem liber, dove raccontò del suo soggiorno siciliano e della sua ascensione sull'Etna, intercalando il dialogo tra lui ed il padre Bernardo di dotte citazioni tratte dalla letteratura greca e latina.

### Il soggiorno a Ferrara eGli Asolani
Pietro Bembo, successivamente, si laureò all'Università degli Studi di Padova presso Niccolò Leonico Tomeo, ove entrò in contatto con la filosofia aristotelica allora dominante in quell'ateneo. Il padre Bernardo, nel 1497, fu nominato vicedomino, ossia ambasciatore ufficiale della Serenissima, a Ferrara, la capitale del ducato omonimo che allora gli Este avevano trasformato in un importante centro letterario e musicale grazie alla figura poliedrica prima di Borso e poi, soprattutto, di Ercole I.
Nei due anni (1497-1499) in cui rimase assieme al genitore nella città emiliana, il giovane Bembo incontrò Ludovico Ariosto, col quale strinse profonda amicizia, continuò i suoi studi in latino con l'umanista Niccolò Leoniceno e iniziò ad elaborare Gli Asolani, opera che portò a termine nel 1505 e che furono stampati con i tipi del Manuzio. Quest'opera giovanile, ambientata alla corte di Caterina Cornaro (ex regina di Cipro e, per volontà della Serenissima, signora di Asolo) e incentrata sull'amenità cortigianesca della disquisizione d'amore da parte di una compagnia di giovani, «si ispira all'elegante conversazione della brigata del Decameron», che il Bembo dimostra già di eleggere quale modello di prosa.

#### Tra Venezia e Ferrara

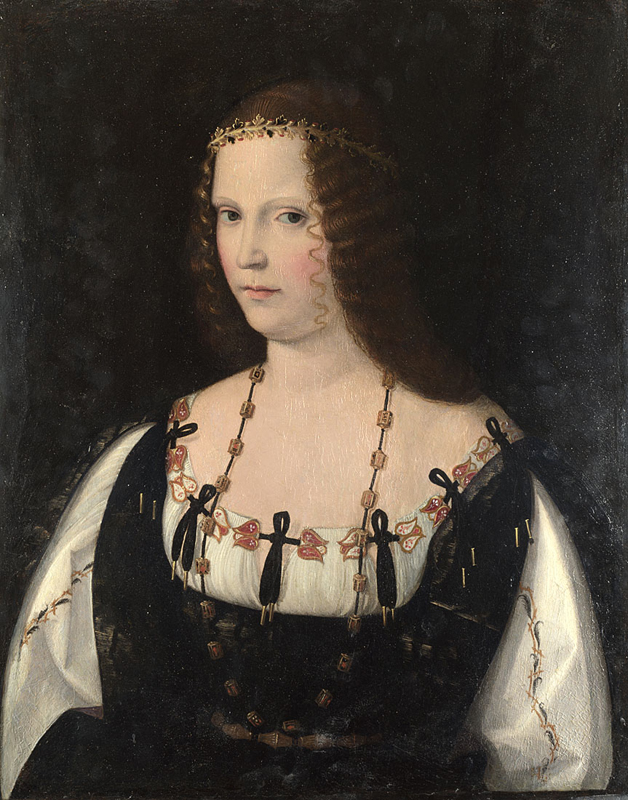
Bartolomeo Veneto, Ritratto di donna, presunto ritratto di Lucrezia Borgia, olio su tavola, 1500-1510, National Gallery, Londra.

Nel 1499 Pietro fu costretto dal padre a rientrare a Venezia, a causa dei cambiamenti della politica internazionale sconvolta dall'inizio delle guerre d'Italia contro francesi e spagnoli. Durante la permanenza in patria, Bembo curò nel 1501 l'edizione de Le cose volgari (ossia dei Rerum Vulgarium Fragmenta e dei Triumphi) di Petrarca e nell'agosto 1502 l'edizione de Le terze rime (ossia della Divina Commedia) di Dante: per la prima volta due autori in lingua volgare divennero oggetto di studi filologici, fino ad allora riservati esclusivamente ai classici antichi, segnando la vicinanza di Bembo a quell'umanesimo volgare che si sviluppò alla corte di Lorenzo il Magnifico. Entrambe le edizioni, stampate da Aldo Manuzio, costituirono le basi di tutte le edizioni successive per almeno tre secoli. Quest'impresa attirò l'attenzione della marchesa di Mantova Isabella d'Este la quale, circondata da una corte di artisti e letterati, strinse un rapporto d'amicizia con il Bembo.
Nell'ottobre 1502 il giovane Bembo poté tornare nell'amata Ferrara, soggiornando nella villa di Ostellato di proprietà dell'umanista e amico Ercole Strozzi. Nella capitale del piccolo ducato conobbe Lucrezia Borgia, all'epoca moglie del principe ereditario Alfonso d'Este. Con Lucrezia ebbe un appassionato corteggiamento epistolare e forse anche una relazione, che almeno in apparenza rimase solo platonica, mentre non è possibile stabilire se divenne mai carnale, anche in ragione della rigida sorveglianza cui Alfonso sottoponeva la moglie.
Il ritorno nella città estense però non fu di lunga durata: nell'aprile 1505 (un mese dopo la pubblicazione de Gli Asolani) Bembo seguì il padre a Roma in ambasceria per conto della Serenissima, ma, anziché rientrare nella città lagunare, si fermò alla corte di Urbino.

### Il lungo intermezzo urbinate

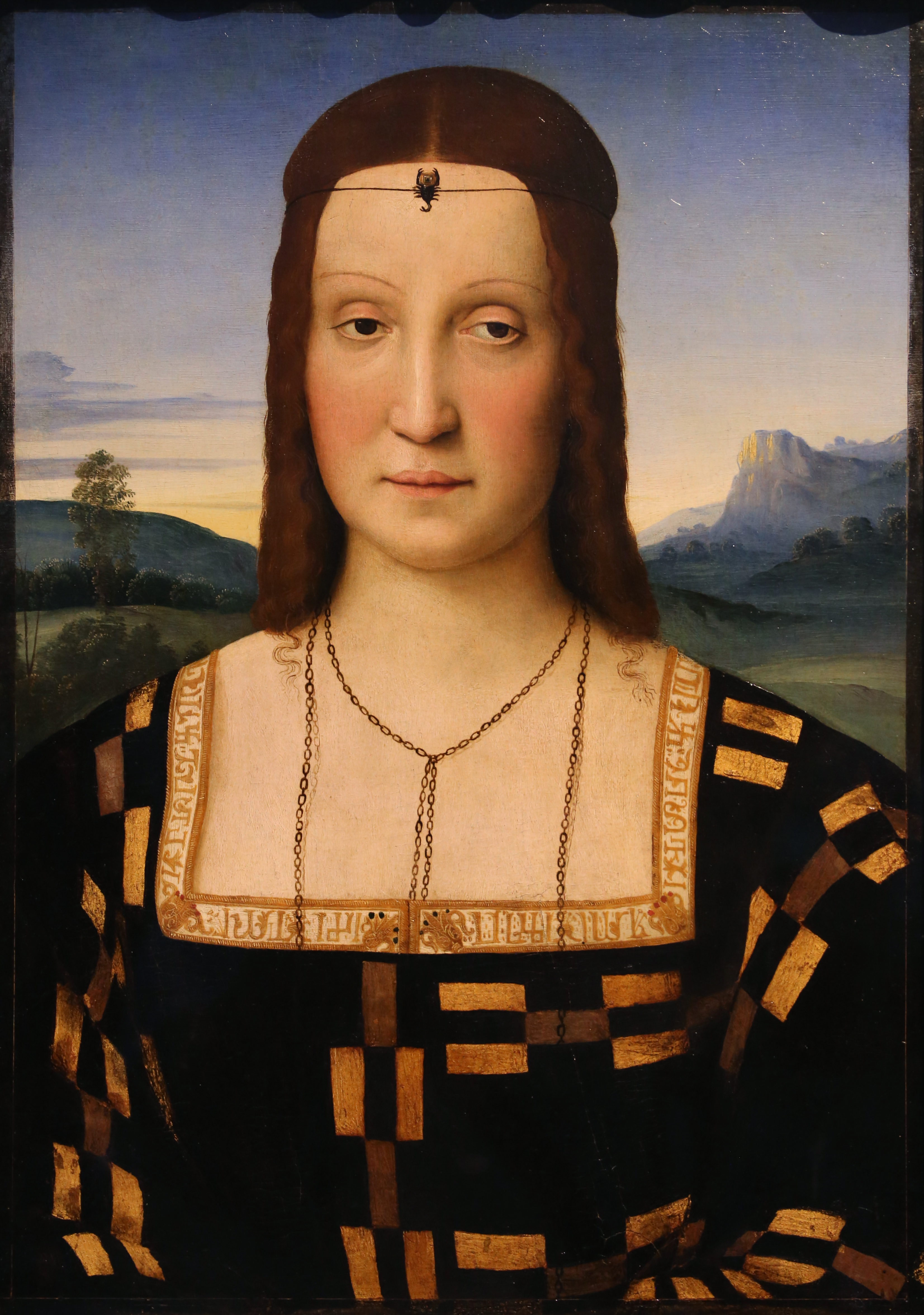
Raffaello Sanzio, Ritratto di Elisabetta Gonzaga, olio su tavola, 1504-1505, Uffizi, Firenze.

Fra il 1506 e 1512, grazie ai buoni uffici della duchessa Elisabetta Gonzaga, Pietro visse a Urbino, dove iniziò a scrivere una delle sue opere maggiori, le Prose nelle quali si ragiona della volgar lingua, con cui assurse ai più alti livelli della sua carriera di umanista. La corte urbinate era una delle più raffinate d'Europa, tanto da essere definita un «laboratorio letterario» per le varie tendenze e correnti poetiche dei letterati che animavano quella corte. Animata dalla duchessa, moglie di Guidobaldo da Montefeltro, nella città marchigiana erano ospitati i principali intellettuali dell'epoca, come descritto sapientemente da uno di essi, Baldassarre Castiglione, nel suo capolavoro, Il Cortegiano:
(Dionisotti)
Il soggiorno a Urbino non doveva però essere così lungo nelle intenzioni del Bembo: deciso ad avviarsi alla carriera ecclesiastica per sostenersi (ottenne infatti la commenda di san Giovanni di Bologna e dell'Ordine gerosolomitano), fu impedito a recarsi a Roma dalla politica bellicosa di papa Giulio II Della Rovere (1503-1513) ai danni sia di Urbino (dove dal 1508 installò un suo nipote, Francesco Maria), sia di Venezia. Il prolungarsi del soggiorno nella città marchigiana, dovuta quindi alle guerre d'Italia che stavano travolgendo la Penisola in quegli anni, permisero però al Bembo di cogliere un clima festoso e intellettualmente stimolante che celebrerà, più avanti, nel dialogo De Urbini ducibus.

### Presso la Roma di Leone X

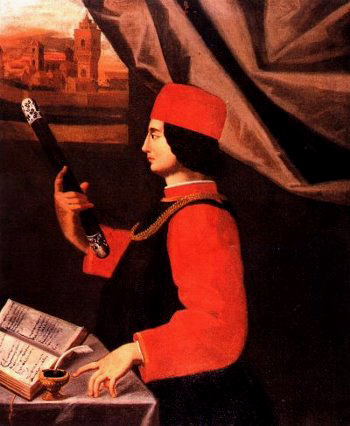
Anonimo, Ritratto di Giovanni Francesco II Pico della Mirandola, pittura, XVII secolo, Palazzo Ducale, Mantova.

Nel 1513 morì Giulio II e gli succedette il ben più mite Leone X (1513-1521), che, conoscendolo di persona e sapendo della sua fama di letterato, lo nominò datario degli abbreviatori.
Entrato al servigio di Leone X e divenuto amico del cardinale Giulio de' Medici (futuro Papa Clemente VII), in tale veste Pietro Bembo protesse molti letterati ed eruditi presenti nella capitale, fra cui Christophe de Longueil. Risale a quegli anni una discussione con Giovan Francesco Pico sul problema dell'imitazione dei classici: se per il Pico si poteva adottare uno sperimentalismo eclettico nell'elaborazione dei testi letterari, Bembo si fece sostenitore del ciceronianesimo più intransigente, ossia che vi sono due modelli unici da seguire nelle lettere latine, Cicerone per la prosa e Virgilio per la poesia.
Fu amico di Latino Giovenale Manetti e di Bernardo Cappello, che lo riconobbe esplicitamente come suo maestro ed è considerato il suo discepolo più importante. Insomma, durante il papato mediceo Bembo «fu uno dei protagonisti della vita culturale romana» e poté così accumulare vari benefici a Bologna o nell'abbazia benedettina di S. Pietro di Villanova presso Vicenza. In sostanza Bembo, come ricordano Salvatore Guglielmino e Hermann Grosser, pur di continuare indisturbato la sua carriera letteraria, fu spinto «ad abbracciare la carriera ecclesiastica che, con quella cortigiana, era in quegli anni il più favorevole collocamento per un letterato».
Il decennio romano, comunque, fu funestato da una serie di eventi che segnarono profondamente la vita del Bembo: nel 1514 si rivelò fallimentare una sua ambasceria a Venezia per conto del pontefice nel tentativo di slegare la Serenissima dall'alleanza con la Francia; il 28 maggio 1519, invece, gli morì improvvisamente l'anziano padre. Inoltre, durante gli anni romani, il Bembo aveva dovuto sopportare la perdita di alcuni importanti amici e artisti, quali Giuliano de' Medici, duca di Nemours (1516), di Raffaello (1520) e del cardinale e commediografo Bernardo Dovizi da Bibbiena (sempre nel 1520).

### Il soggiorno padovano
Nel febbraio 1522, dopo la morte di Leone X e l'ascesa al soglio pontificio dell'olandese Adriano VI, Pietro Bembo, con la scusa della cattiva salute, decise di abbandonare Roma a favore della sua antica patria, stabilendosi a vita privata a Padova e portando con sé Ambrogina Faustina Morosina della Torre, l'amante conosciuta probabilmente nella città papale nel 1513. Negli anni seguenti ella, nonostante Bembo avesse professato i voti religiosi entrando nell'Ordine Gerosolomitano (6 dicembre 1522), gli diede tre figli: Lucilio nel novembre del 1523, Torquato il 10 maggio 1525 ed Elena il 30 giugno 1528. Dei tre solo gli ultimi due gli sopravvissero: di Torquato il padre si lamentava perché «indolente e scioperato», cosa che spinse l'ormai anziano cardinale a pensare di lasciare tutta la sua eredità alla ben più promettente figlia Elena. 

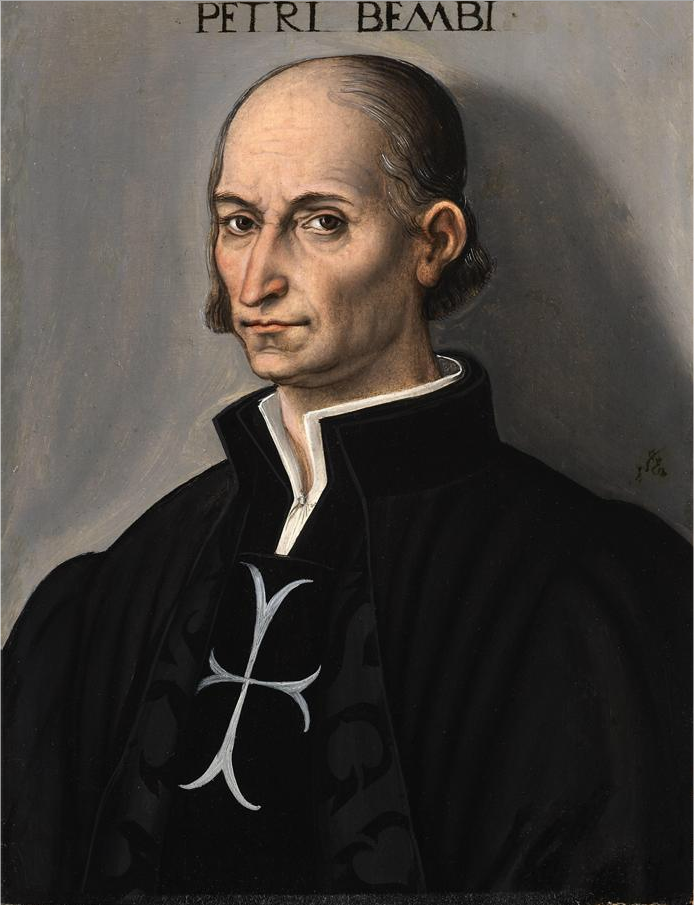
Lucas Cranach il Giovane, Ritratto di Pietro Bembo, olio su faggio, 1532-37.

Il periodo padovano fu alquanto prolifico anche letterariamente: nel 1525 Bembo pubblicò a Venezia le Prose della volgar lingua, che dedicò a papa Clemente VII, mentre nel 1530 uscirono sempre a Venezia la prima edizione delle Rime, del De Virgilii Culice et Terentii fabulis e del De Guido Ubaldo Feretrio deque Elisabetha Gonzagia Urbini ducibus, nonché la riedizione de Gli Asolani, del De Aetna e del De imitatione; il 26 settembre dello stesso anno Bembo, sessantenne, ricevette l'incarico di storiografo ufficiale della Repubblica di Venezia e di bibliotecario della Biblioteca Marciana — incarico quest'ultimo che tenne fino al 1543 —, succedendo ad Andrea Navagero. Come ricorda Carlo Dionisotti, Bembo divenne un'auctoritas letteraria e morale, cui i giovani letterati della Repubblica (e non solo) guardavano con ammirazione:
(Dionisotti)
Il Bembo non si limitò a manifestare la sua autorità intellettuale con i giovani padovani o con i letterati. Nella sua casa di campagna nel borgo di Altinate l'autore delle Prose si dedicò all'attività di raccoglitore ed estimatore di opere d'arte, entrando in contatto o raccogliendo capolavori di pittori del calibro di Raffaello, di Giovanni Bellini, di Michelangelo e Tiziano.

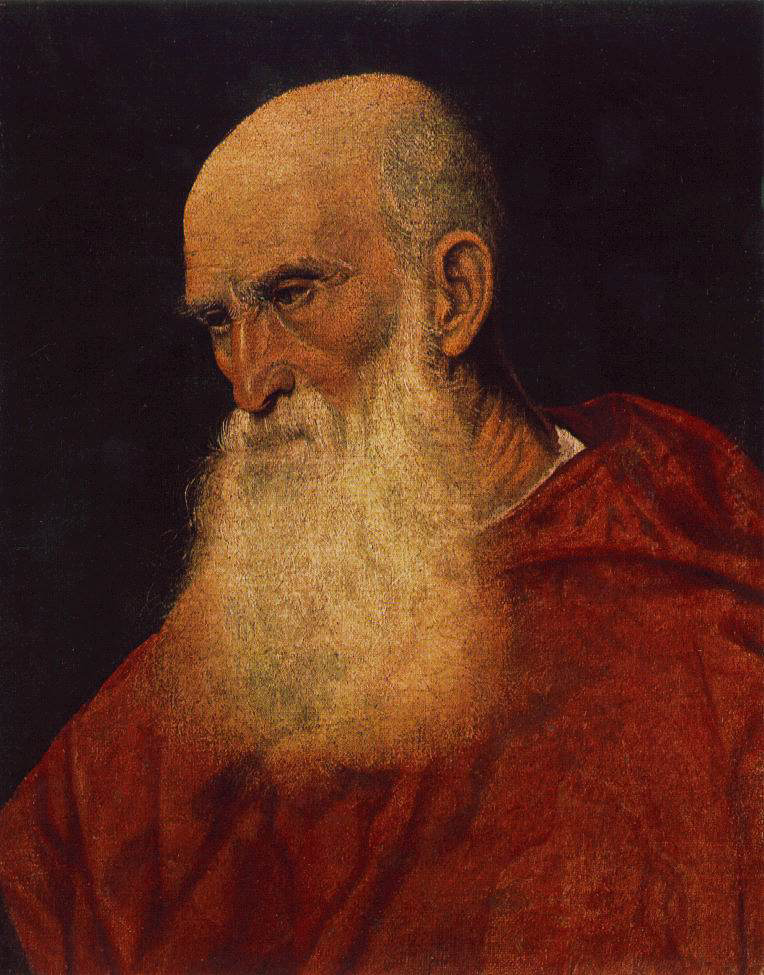
Ritratto di un cardinale, da alcuni identificato con Pietro Bembo, attribuito a Jacopo Bassano.

### La via al cardinalato
Gli anni che seguirono la nomina a bibliotecario della Marciana furono contrassegnati da vari lutti: nell'agosto del 1532 gli morì il figlio Lucilio mentre il 6 agosto 1535 venne a mancare l'amata Morosina. Nel 1534 inoltre era morto papa Clemente VII al quale succedette Alessandro Farnese, che assunse il nome di papa Paolo III. In quegli anni il Bembo, ormai conosciuto a livello internazionale, si legò ai cardinali Gasparo Contarini, suo conterraneo, all'inglese Reginald Pole e soprattutto al nipote omonimo del pontefice, oltreché a Vittoria Colonna, a Michelangelo e a tutti quei cristiani cattolici riuniti sotto il nome di "spirituali". Grazie a queste conoscenze e, secondo il Della Casa, grazie anche alla volontà da parte del pontefice di riempire il Sacro Collegio di uomini valenti, il 19 marzo 1539 fu creato cardinale diacono, con titolo di San Ciriaco in thermis, e la nomina cardinalizia lo riportò a Roma, dove, sempre nel 1539, fu ordinato sacerdote: tutto questo nonostante le critiche di parte della Curia romana che avevano protestato per il passato lascivo e i vari rapporti amorosi (anche se platonici) che il Bembo aveva intessuto con la Savorgnan, la Borgia e, soprattutto, con Faustina della Torre. Il rigidissimo cardinale Gian Pietro Carafa, futuro papa Paolo IV, così si espresse a Paolo III: «Padre santo, noi non habbi(a)mo in collegio di huomini che sappiano fare i sonetti». Da quel momento il neo cardinale rallentò i suoi studi in letteratura classica e volgare, dedicandosi alla teologia e alla storia della Chiesa.

#### Tra Gubbio, Bergamo e Roma
Il 29 luglio 1541 fu nominato amministratore apostolico di Gubbio quale successore di Federico Fregoso, mentre si trovava a Venezia in compagnia della figlia Elena, che si sposò nel 1543 con Pietro Gradenigo. Entrato a Gubbio l'11 novembre 1543, Bembo rimase nella città umbra fino al 18 febbraio 1544, data in cui divenne amministratore apostolico della diocesi di Bergamo. La diocesi lombarda, ben più ricca di quella eugubina, gli consentì di sanare i debiti che aveva contratto nel 1543 a causa della cospicua dote concessa alla figlia per il matrimonio. Ma un po' per l'età avanzata e un po' per la gotta, non si recò mai a Bergamo, nominando Vittore Soranzo, suo pupillo, come vescovo coadiutore con diritto di successione.

### La morte

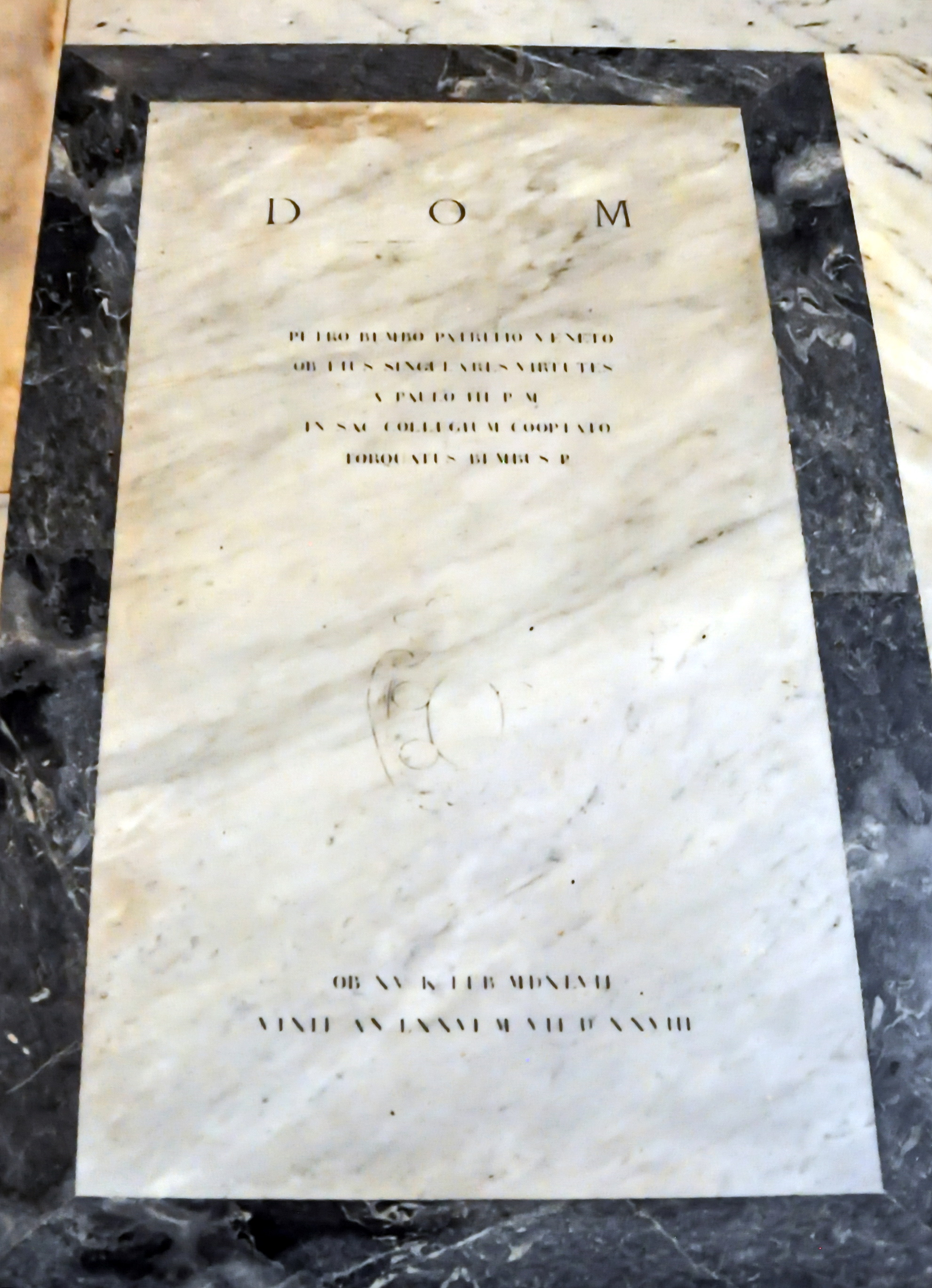
La lastra tombale nella Basilica di Santa Maria sopra Minerva

Morì in seguito ad una febbre a Roma, all'età di 76 anni, il 18 gennaio 1547, nella casa che fu di Giovanni Della Casa, con al fianco l'amico e confratello cardinale Reginald Pole. Fu sepolto a Roma nella chiesa di Santa Maria sopra Minerva; la sua lastra tombale è collocata sul pavimento, dietro l'altare maggiore, mentre l'epigrafe in latino, dettata dal figlio Torquato, recita:
Anche nella Basilica di Sant'Antonio a Padova si trova un monumento dedicato al cardinale, opera del grande architetto Andrea Palladio, con il suo busto scolpito da Danese Cattaneo. Il 27 febbraio 1547 Benedetto Varchi ne recitò l'Orazione funebre all'Accademia fiorentina.

## Pensiero e poetica

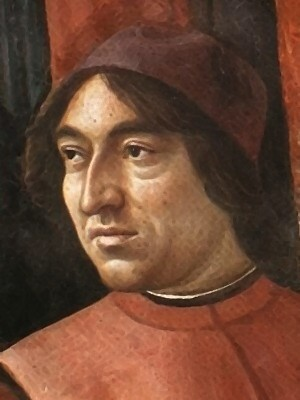
Domenico Ghirlandaio: Zaccaria nel tempio, particolare con Angelo Poliziano, affresco, Santa Maria Novella, Cappella Tornabuoni, Firenze, 1486-1490.

### La Questione della lingua

#### Premesse
Dagli anni settanta del XV secolo, in Italia, si era diffuso un rinnovato ardore nei confronti della lingua volgare, un ardore che va sotto il nome di umanesimo volgare o di classicismo volgare. Patrocinatori di questo modello linguistico che intendeva equiparare i classici latini e greci con quelli volgari furono soprattutto fiorentini e tra di essi si annoverano Lorenzo il Magnifico e Agnolo Poliziano. L'entourage mediceo era intenzionato, difatti, a far valere la superiorità culturale e linguistica di Firenze e per questo motivo fu realizzata la Raccolta aragonese, dono che il Magnifico fece a Federico d'Aragona, in cui si mostra l'eccellenza della lirica toscana dalle origini sino al Magnifico stesso. L'affermarsi del bilinguismo non fu però fattore significativo soltanto nella Firenze laurenziana: a Ferrara il conte Matteo Maria Boiardo, di formazione umanistica, si dedicò all'epica cavalleresca componendo Orlando innamorato; nel meridione, invece, Jacopo Sannazzaro compose l'Arcadia, gettando un ponte per lo sviluppo di un genere che avrà molta fortuna nei secoli XVII e XVIII. Si assiste, nella Penisola, alla nascita di una lingua "interregionale", una koinè che «consiste appunto in una lingua scritta che mira all'eliminazione di una parte almeno dei tratti locali e raggiunge questo risultato accogliendo largamente latinismo, e appoggiandosi anche, per quanto possibile, al toscano».

#### La supremazia di Petrarca e Boccaccio
Come sottolinea Luigi Russo, il Cinquecento fu «il secolo dei grandi precettisti: precettista politico il Machiavelli, precettista delle lettere Pietro Bembo, precettista della vita di corte il Castiglione, e infine precettista della vita sociale monsignor Della Casa». Al Bembo dunque spettò il compito di riportare l'equilibrio nel mondo delle lettere dal pluristilismo e dal plurilinguismo in cui versavano nella sua epoca. Dopo esser diventato il principe del ciceronianesimo nella sua disputa con Giovanni Francesco Pico Della Mirandola nel 1512, Bembo teorizzò la superiorità di Francesco Petrarca per la poesia e di Giovanni Boccaccio per la prosa nelle sue Prose in cui si ragiona della volgar lingua del 1525.

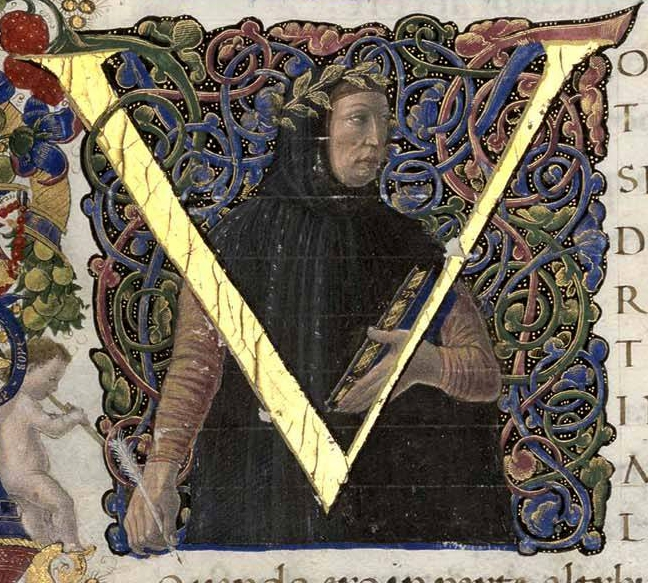
Miniatura del Petrarca realizzata da Matteo da Volterra per conto di Federigo da Montefeltro.

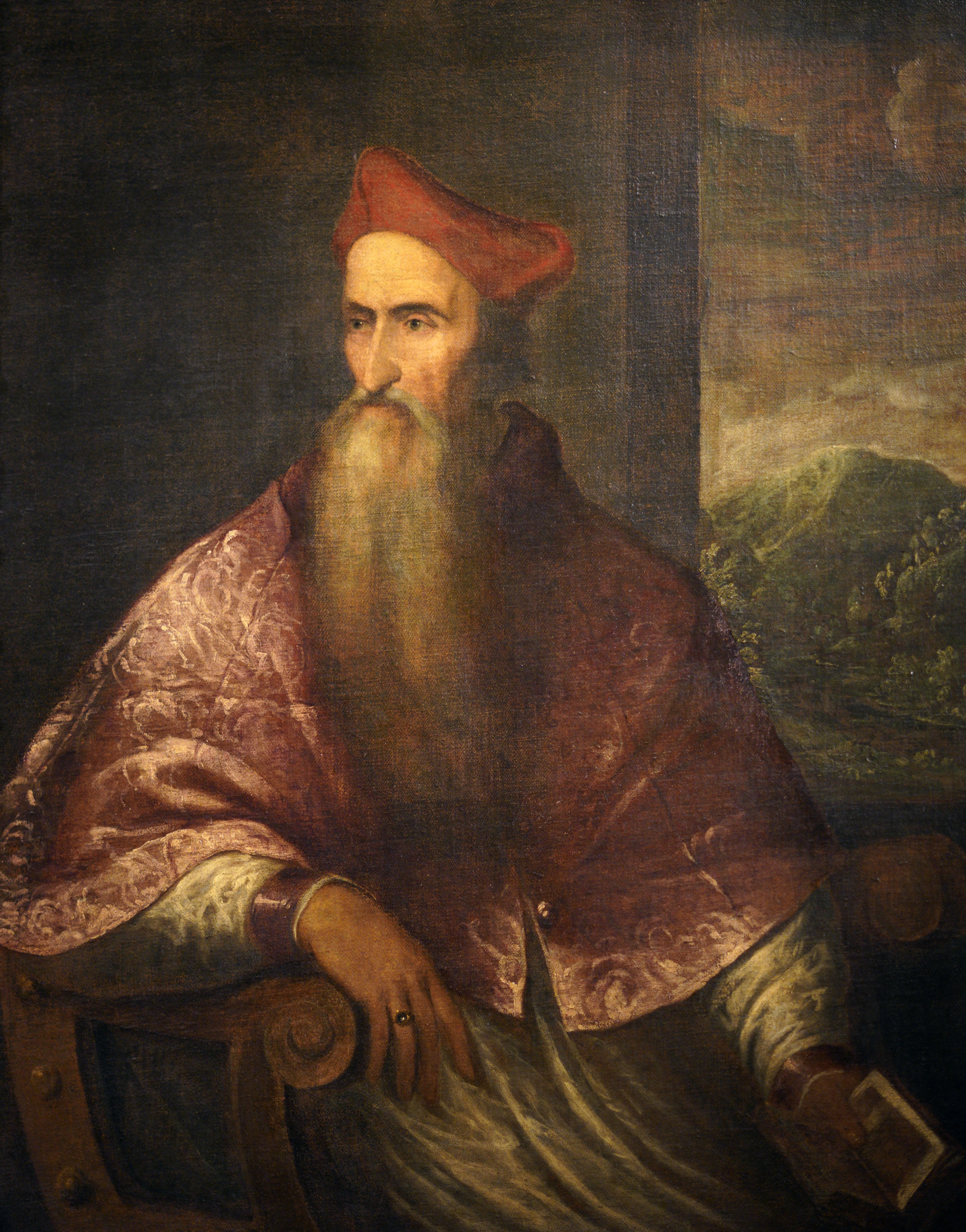
Tiziano, Ritratto del cardinale Pietro Bembo, olio su tela, 1545, Museo nazionale di Capodimonte.

Nella sua disputa con Giuliano de' Medici duca di Nemours, sostenitore dell'umanesimo volgare e della vitalità della lingua, Bembo rifiuta l'asse lingua-contemporaneità per dedicarsi alla letteratura del Trecento, «le cui sorti venivano giudicate inscindibili da quelle della lingua». La lingua viva, infatti, perde due qualità fondamentali, la gravità e la piacevolezza, elementi che invece sono intatti in Petrarca ed in Boccaccio:
(Prose della volgar lingua, I, 18)
Petrarca nelle sue liriche si dimostra principe sia nella sua gravità sia nella sua piacevolezza, dove «sotto la gravità ripongo l'onestà, la dignità, la maestà, la magnificenza, la grandezza, e le loro somiglianti; sotto la piacevolezza ristringo la grazia, la soavità, la vaghezza, la dolcezza, gli scherzi, i giuochi, e se altro è di questa maniera». Insomma, Petrarca rappresenta un modello più stabile rispetto a Dante, nel quale il pluristilismo ed il plurilinguismo (specialmente nell'Inferno) sono predominanti:
(Ferroni, pp. 5-6)
Anche per Boccaccio vi possono essere delle problematiche. Come esposto da Claudio Marazzini, «qualche problema poteva venire dalle parti del Decameron in cui emergeva più vivace il parlato». La soluzione per Bembo è semplice: evitare quelle parti e concentrarsi sulla narrazione dello scrittore, basata sul modello ciceroniano e liviano; oppure, come sottolinea Paul Renucci, affidarsi al Boccaccio autore del Filocolo e dell'Elegia di Madonna Fiammetta.

#### Il rapporto con Vincenzo Calmeta

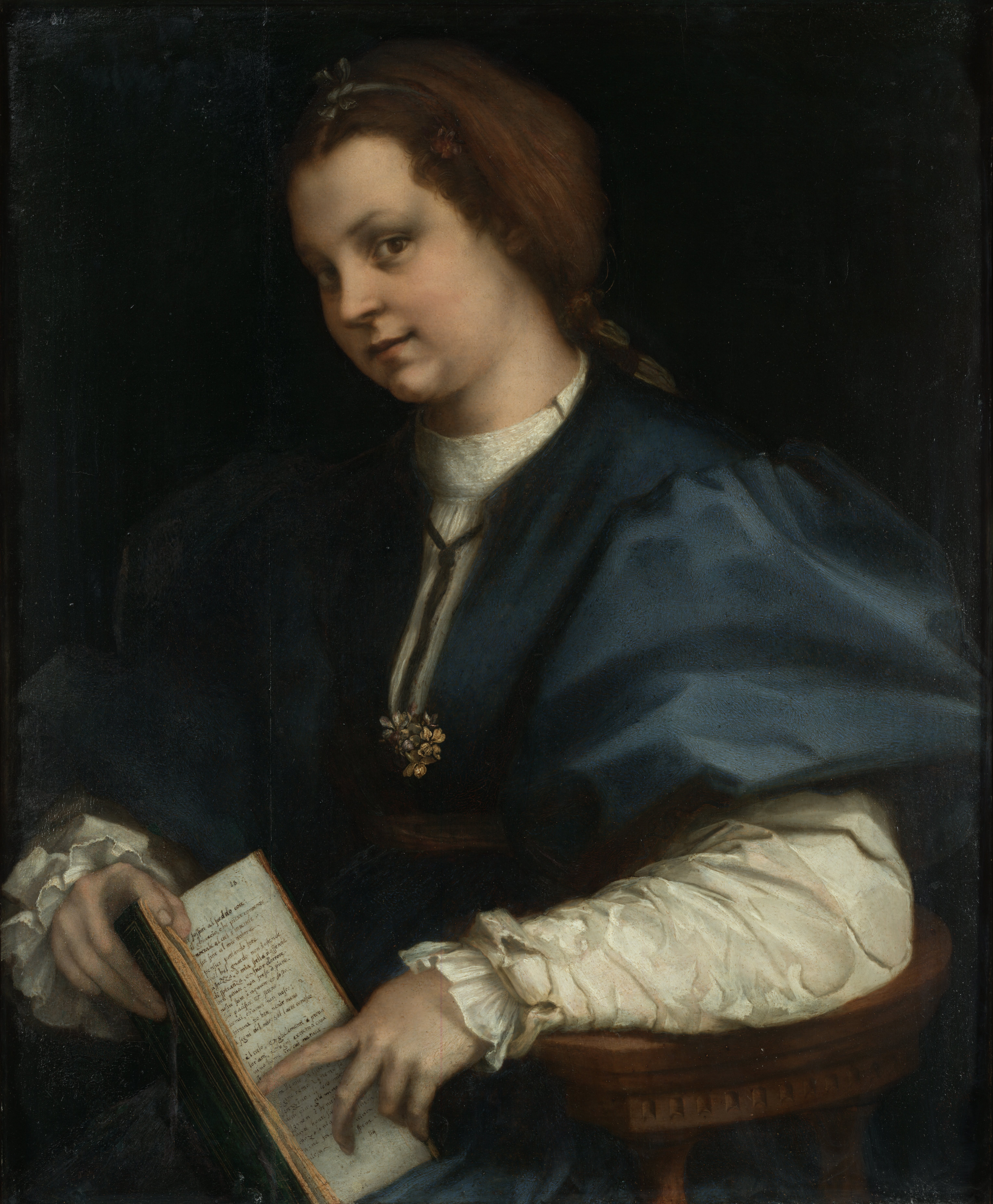
Andrea del Sarto, Dama col Petrarchino, olio su tavola, 1528, Galleria degli Uffizi, Firenze.

Durante il periodo alla corte dei Montefeltro, Pietro Bembo dovette iniziare a provare avversione per il linguista e poeta cortigiano Vincenzo Calmeta (1460/65-1508). Dalle origini oscure, il Calmeta fu prima alla corte di Ludovico il Moro come segretario della duchessa Beatrice d'Este per poi passare al servizio del figlio di papa Alessandro VI, il machiavellico Cesare Borgia. Protetto della duchessa Elisabetta, ad Urbino conobbe il Bembo ed inizialmente i due ebbero buoni rapporti per poi diventare acerrimi nemici, tanto che il Calmeta fu l'unico che Bembo denigrò nelle proprie Prose, come riporta Giuseppe Scarpat: «Probabilmente il Bembo, che non faceva mistero dei suoi propositi di occuparsi organicamente della lingua volgare, avrà provato un cruccioso dispetto nel sapere che il Calmeta stava battendo quella stessa strada che egli solo e per primo voleva battere». Infatti il Calmeta, nel corso della sua non lunga esistenza, fu oggetto dell'invidia da parte del Bembo in quanto quest'ultimo voleva avere il primato nella questione della codificazione della lingua letteraria, senza aver alcun intralcio da parte di alcuno, tanto che in una lettera del 1512 il futuro cardinale veneziano ebbe a dire: «non manca gente che, occupandosi della lingua volgare, la fa da Calmeta, pretende di essere un Calmeta».

#### La nascita del petrarchismo cinquecentesco
Nelle Prose (1525), che ebbero subito una grandissima fortuna di pubblico, specialmente tra i letterati, Bembo teorizza il proprio ideale di petrarchismo e nelle Rime (1530), dal sapore petrarchesco-platonicheggiante, ne dà la realizzazione pratica. La contemporanea pubblicazione delle rime volgari del Bembo e di quelle del Sannazaro, uscite postume a Napoli col titolo Sonetti e canzoni, fa sì che il 1530 possa considerarsi simbolicamente «la data di nascita del petrarchismo lirico italiano». La lezione del Bembo fu talmente sentita, che spinse vari poeti, tra cui Bernardo Tasso nel Primo libro degli Amori (1531), a comporre prendendo spunto dal Canzoniere del Petrarca. Ludovico Ariosto, suo amico, pubblicò la terza edizione dell'Orlando furioso (1532), ampliata e corretta in base ai precetti linguistici bembiani. Numerose letterate del Cinquecento, tra cui Vittoria Colonna, Laura Battiferri e Gaspara Stampa, produssero canzonieri sul modello petrarchesco mediato da quello bembiano; ognuna di esse ebbe il proprio petrarchino, un'edizione portatile del Canzoniere, da cui attingere per le proprie liriche. Usando una frase di Paul Renucci:
(Renucci, p. 1295)

## Opere

### Scritti in latino

#### De Aetna

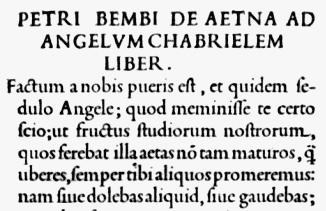
L'incipit del De Aetna, stampato col carattere bembo, nell'aldina del 1496.

Redatto in occasione del suo soggiorno in Sicilia e pubblicato coi tipi di Aldo Manuzio nel febbraio 1496, il De Aetna ad Angelum Chabrielem liber è un trattato in forma dialogica tra Pietro Bembo ed il padre Bernardo sulla sua avventura consistita nell'ascesa del vulcano siciliano. Nella storia della tipografia, è importante anche perché per la prima volta apparve il carattere poi chiamato "Bembo" in onore dell'autore, carattere realizzato dal tipografo bolognese Francesco Griffo. Come sottolinea Ross Kilpatrick, l'opera è importante perché in essa Bembo tenta, tramite la dimostrazione della sua vasta erudizione latina e greca, di inserirsi nell'élite intellettuale dell'epoca:
(Kilpatrick, p. 332)

#### Historia Veneta
L'Historia Veneta fu l'opera storiografica di maggior respiro del Bembo da quando fu nominato storiografo ufficiale dal governo della sua patria d'origine. Il trattato, che narra delle vicende della Serenissima dal 1487 al 1513 ed è diviso in 12 libri (il titolo originario era Rerum Veneticarum libri XII), fu stampato postumo a spese della Repubblica di Venezia nel 1551. L'anno seguente apparve la traduzione in italiano, anonima, ma eseguita anch'essa dal Bembo negli ultimi anni di vita.

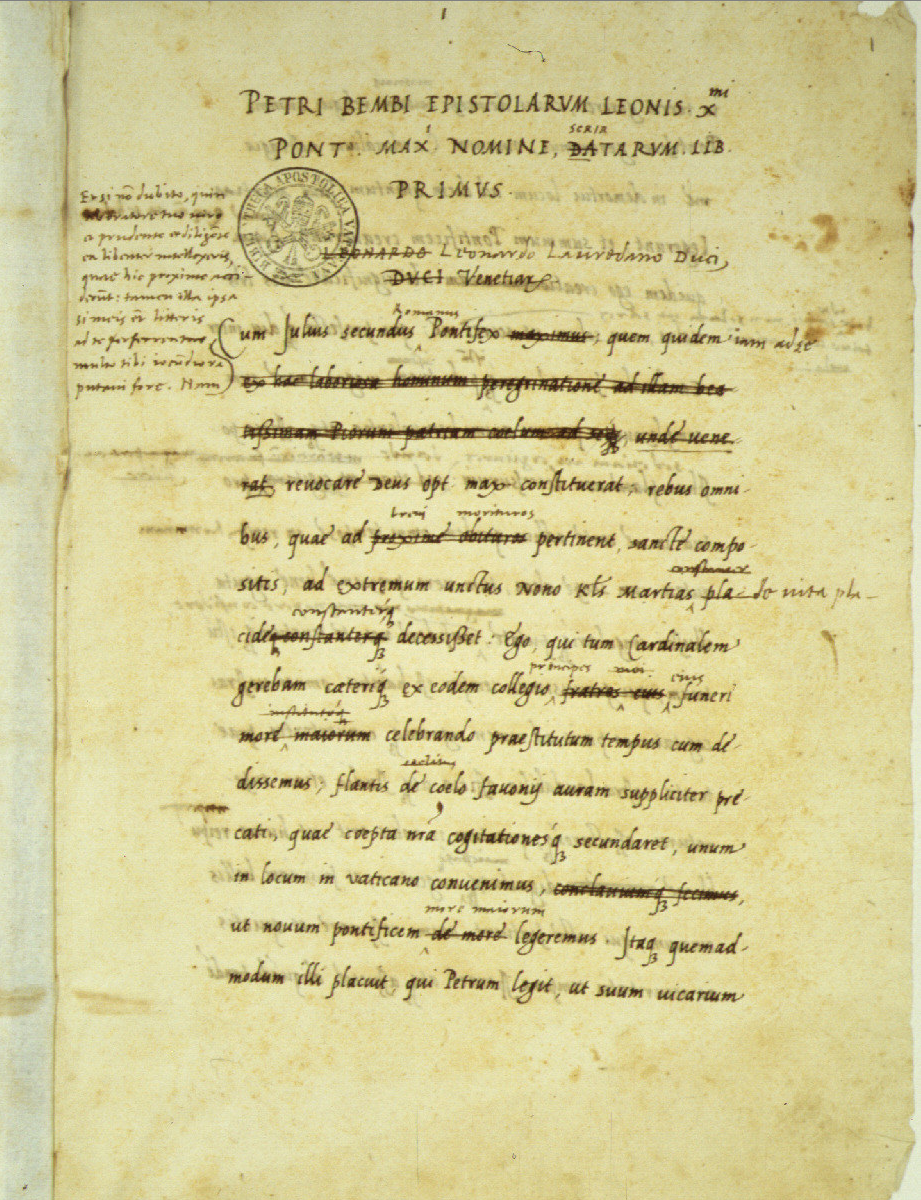
Incipit del manoscritto delle Epistolae autografo di Pietro Bembo (Vat. Lat. 3364), con aggiunte e correzioni.

#### Epistolae Leonis X nomine scriptae
Le Petri Bembi Epistolarum Leonis decimi pontificis maximi nomine scriptarum libri XVI sono i brevi, redatti in nome di papa Leone X dal marzo 1513 all'aprile 1521, quando Bembo era datario degli abbreviatori e suo segretario. Come rimarca Ernesto Travi, «si tratta di lettere dove è veramente difficile, al di là della forma esteriore, individuare quanto esse siano frutto di precise scelte storiche, religiose, morali da parte dell'estensore anziché dell'influsso e della volontà del pontefice». La raccolta uscì in prima edizione a Venezia nel 1536, a cura di Cola Bruno.

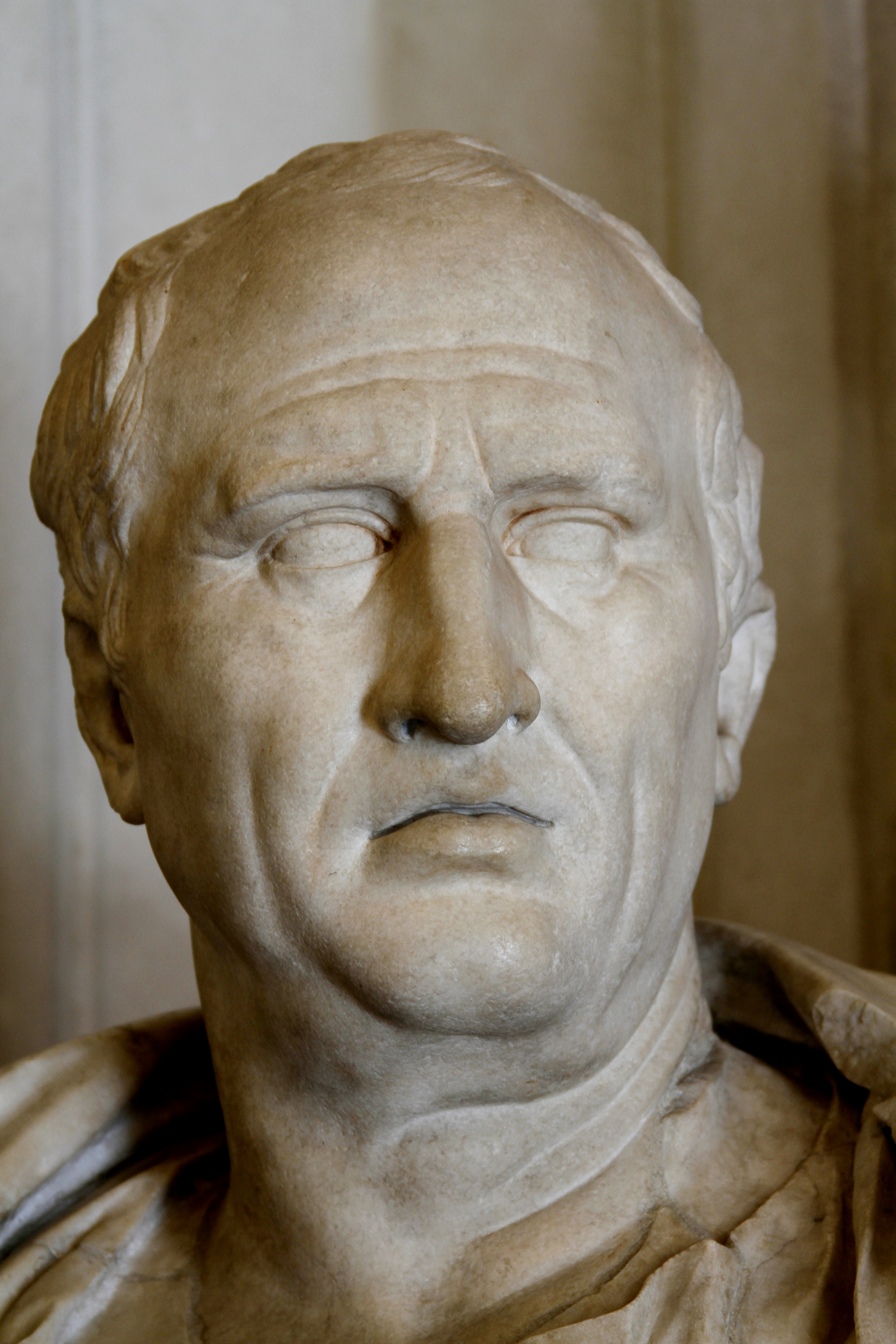
Busto di Cicerone, Palazzo Nuovo, Musei Capitolini, Roma. Cicerone fu il modello unico e assoluto per la prosa latina come delineato nel De imitatione.

#### De imitatione
È una lettera aperta, indirizzata a Giovanni Francesco II Pico della Mirandola il 1º gennaio 1513, in risposta alla sua del 19 settembre 1512 sullo stesso argomento. In essa Pietro Bembo condanna «l'eclettismo che Giovan Francesco Pico ereditava dal Poliziano in sintonia con la corrente apuleiana», a favore invece di una teoria monolinguistica in cui si eleggevano come unici modelli per la poesia Virgilio e per la prosa Cicerone. È il manifesto programmatico del nuovo ciceronianismo bembiano.

#### De Guido Ubaldo Feretrio deque Elisabetha Gonzagia Urbini ducibus liber ad Nicolaum Teupolum
(Ariosto, Orlando furioso XLII, 86, 7-8)
È un dialogo in morte di Guidobaldo da Montefeltro, duca di Urbino (avvenuta l'11 aprile 1508), e in lode di lui e della moglie, Elisabetta Gonzaga, che erano stati generosi ospiti dell'autore. I protagonisti di tale dialogo, che è ambientato nella Roma di Giulio II, sono, oltre allo stesso Bembo, Filippo Beroaldo, Sigismondo de' Conti e Jacopo Sadoleto. L'occasione è la notizia della morte del giovane duca, che si finge riferita in un dispaccio di Federico Fregoso, cui segue la lettura di un brano dell'orazione funebre di Ludovico Odasi, già precettore del duca. Nel nucleo del dialogo viene tracciato dai vari personaggi il profilo di Guidobaldo come di un signore ideale, ma, quando la parola passa al Bembo, la narrazione si sposta sull'elogio delle virtù di Elisabetta, ormai destinata a reggere le sorti del ducato. Il libro, che è dedicato a Nicolò Tiepolo, fu scritto a Urbino tra il maggio del 1508 e la fine del 1509, ma fu pubblicato solo nel 1530. Ne esiste anche «una traduzione in volgare fatta dal Bembo medesimo» (Urb. Lat. 1030), forse prima di lasciare la corte di Elisabetta nel 1512, per offrirla alla duchessa.

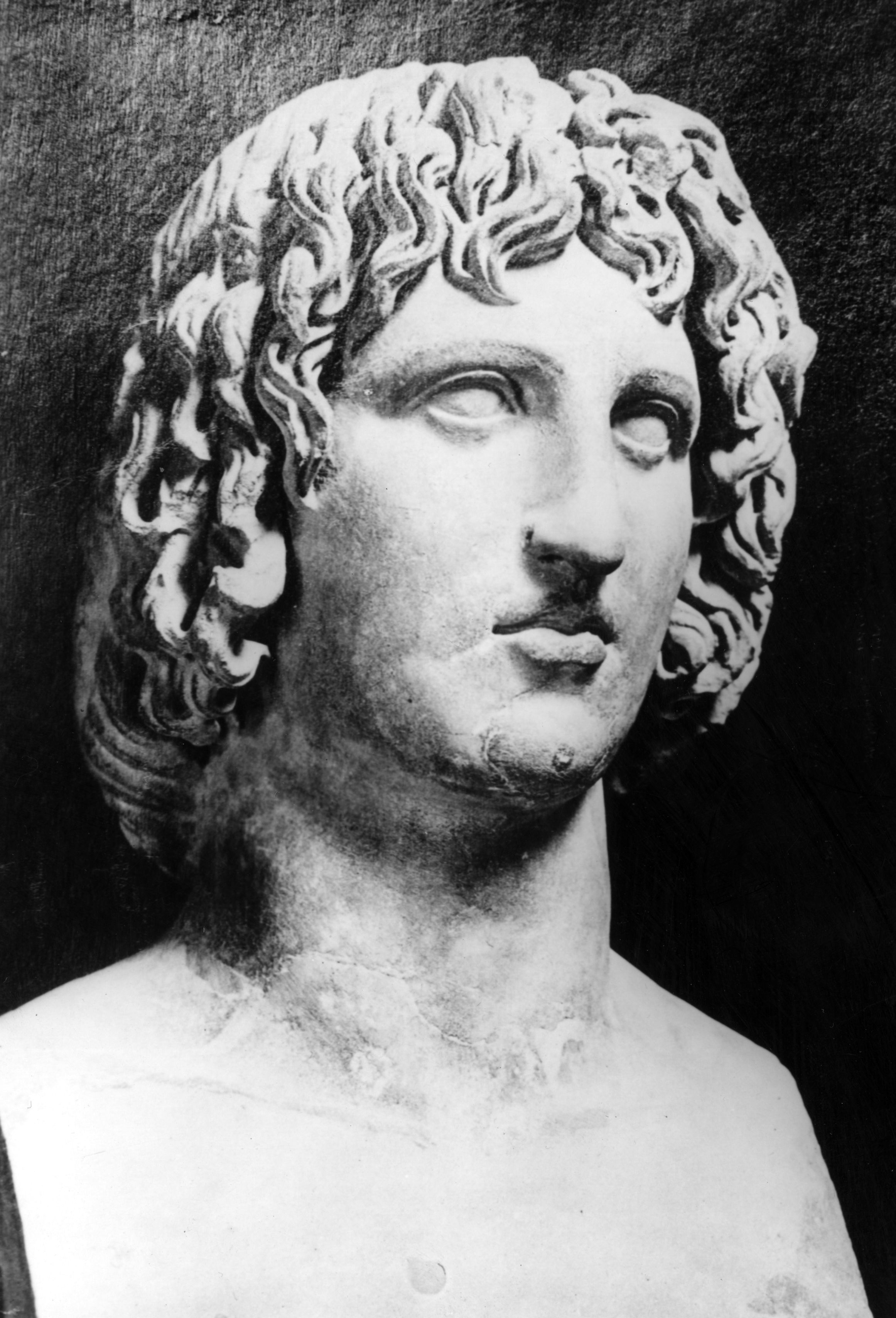
Busto di Publio Virgilio Marone. Se Cicerone tiene la palma come modello di prosa in latino, Virgilio la tiene per quanto riguarda la poetica.

#### De Virgilii Culice et Terentii fabulis liber ad Herculem Strotium
Il dialogo si svolge tra Pomponio Leto ed Ermolao Barbaro alla presenza di Tommaso Inghirami e s'immagina avvenuto a Roma negli ultimi anni di vita di Ermolao (morto nel 1493), nella cui figura s'identifica l'autore, desideroso di accreditarsi presso gli ambienti umanistici dell'Urbe, dove nel maggio 1502 aveva seguito Vincenzo Querini. Partendo dal lamento per le rovine di Roma antica, viene affrontato il problema delle corruttele dei testi classici, moltiplicatesi dopo l'invenzione della stampa. La soluzione proposta è l'emendazione filologica delle edizioni a stampa tramite la loro collazione coi codici manoscritti; la scelta cade sull'opera minore di Virgilio, intitolata Culex e inserita nell'Appendix Vergiliana, e sulle Commedie di Terenzio, i cui manoscritti erano a disposizione del Bembo nella biblioteca paterna (il Vat. Lat. 3252 e il Vat. Lat. 3226). Il libro, dedicato ad Ercole Strozzi (nella cui villa ferrarese Bembo era ospite dall'ottobre 1502), fu scritto nel 1503 col titolo provvisorio di De corruptis poetarum locis, ma fu pubblicato solo nel 1530.

#### Carmina
La produzione poetica del Bembo comprende anche delle poesie latine. Nel luglio 1524 fu pubblicato a Roma un carme, dedicato a Johann Goritz, poi intitolato Pro Goritio votum ad deos. Nel novembre o dicembre dello stesso anno uscì sempre a Roma il suo carme latino più impegnativo, il Benacus, un poemetto in 200 esametri, dedicato a Gian Matteo Giberti, influente datario di papa Clemente VII appena nominato vescovo di Verona. Nel 1528 fu la volta dell'Hymnus in divum Sthephanum. In aggiunta a questi, altri carmi, tra cui Galatea e Faunus ad nymphas, per un totale di undici, comparvero postumi nel 1548, sotto il titolo Petri Bembi carmina, nel volume collettaneo: Carmina quinque illustrium poetarum. Altri ancora, per un totale di 40 carmi, furono editi nel 1553 nel Carminum libellus, tra cui sono da menzionare Ad Lucretiam Borgiam, Politiani tumulus, Caroli Bembi fratris epitaphium e Lucilii Bembi filli epitaphium. È invece «di improbabile autenticità» il Sarca, un poemetto geografico-eziologico in 619 esametri sulle nozze del fiume Sarca con la ninfa Garda, figlia del fiume Benaco (nel mito, dalla confluenza dei due fiumi si origina il lago).

### Scritti in volgare

#### IlSogno
Realizzato tra il 1491 e il 1492 e dedicato all'amico Girolamo Savorgnan, il Sogno è la prima opera in volgare del giovane Bembo. Metricamente e stilisticamente è un «capitolo in terza rima, il metro della Commedia dantesca e dei Trionfi del Petrarca, composto da 193 endecasillabi», mentre contenutisticamente l'opera risente dei ricordi vaghi e onirici di una notte agitata del giovane patrizio veneto. Durante questo sogno agitato, infatti, mentre Bembo e il Savorgnan stanno discutendo, si avvicina loro una donna (personificazione o della Filosofia o della Filologia) che esorta i due a lasciar indietro le preoccupazioni degli uomini comuni per dedicarsi a imprese nobili e virtuose quali la conoscenza e la creazione artistica.

#### Gli Asolani
(Incipit de Gli Asolani, riportato da Faini, p. 98)

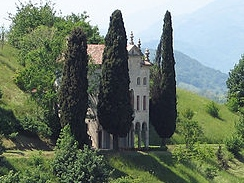
Le colline di Asolo con villa Contarini degli Armeni. In questi luoghi sono ambientati Gli Asolani.

Gli Asolani sono una raccolta di tre libri, scritti in forma di dialogo e composti tra il 1497 ed il 1502 e pubblicati presso l'editore veneziano Aldo Manuzio nel 1505 (la seconda edizione è del 1530), che hanno come tema discorsi sull'amore platonico e furono dedicati a Lucrezia Borgia. Bembo finge che questi dialoghi, animati da Perottino, Gismondo e Lavinello, siano avvenuti agli inizi del '500 nella località di Asolo, in Veneto, alla corte dell'ex regina di Cipro Caterina Corner. L'opera è importante, più che per il valore contenutistico (in cui l'amor platonico, esaltato da Lavinello nel terzo libro, sovrasta quelli terreni dei primi due interlocutori), per quello invece linguistico: già da giovane, Bembo intravedeva nella prosa boccacciana un modello linguistico da adottare, che verrà formulato e teorizzato negli anni successivi nelle Prose. Gli Asolani sono stati composti durante gli anni in cui il giovane Bembo intrattenne un rapporto epistolario amoroso con la friulana Maria Savorgnan e, secondo la critica letteraria, l'intensa relazione amoroso-spirituale tra i due influenzò profondamente il contenuto della presente opera.

#### LeProse della volgar lingua

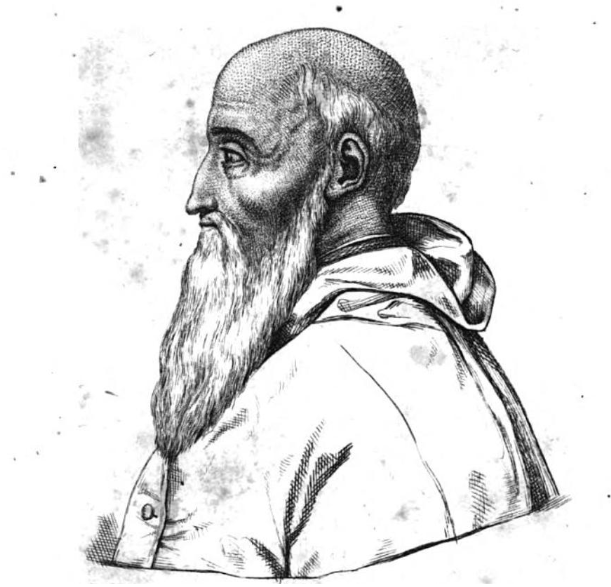
Ritratto del Cardinal Pietro Bembo.

Le Prose nelle quali si ragiona della volgar lingua furono redatte, probabilmente, in un periodo che oscilla tra il 1512 ed il 1516. Dedicate a Clemente VII e pubblicate nel 1525, esse sono strutturate in tre libri sotto forma di dialogo e sono ambientate nel 1502 a Venezia. I protagonisti rappresentano ciascuno una propria posizione particolare riguardo alla questione della lingua che imperversava in quegli anni: Giuliano de' Medici sostiene il fiorentino contemporaneo; Federico Fregoso riassume le posizioni storiche presenti nella trattazione; Ercole Strozzi fa da moderatore, mentre Carlo Bembo, il fratello di Pietro, si fa portavoce delle idee del fratello. L'opera bembiana, inoltre, si affianca a quella della lettera sull'Imitatione in quanto «le due lingue [quella volgare e quella latina, n.d.r] si allontanavano in un pacifico paragone delle vette da entrambe toccate, Virgilio e Cicerone nell'una, Petrarca e Boccaccio nell'altra», stabilendo così i criteri di imitazione sia per l'una che per l'altra lingua letteraria. Le Prose sono senza dubbio l'opera principale del Bembo, che lo consacrò a maestro di stile e di eleganza anche nei secoli successivi, determinando il corso della letteratura italiana fino al Manzoni.

#### Le Rime

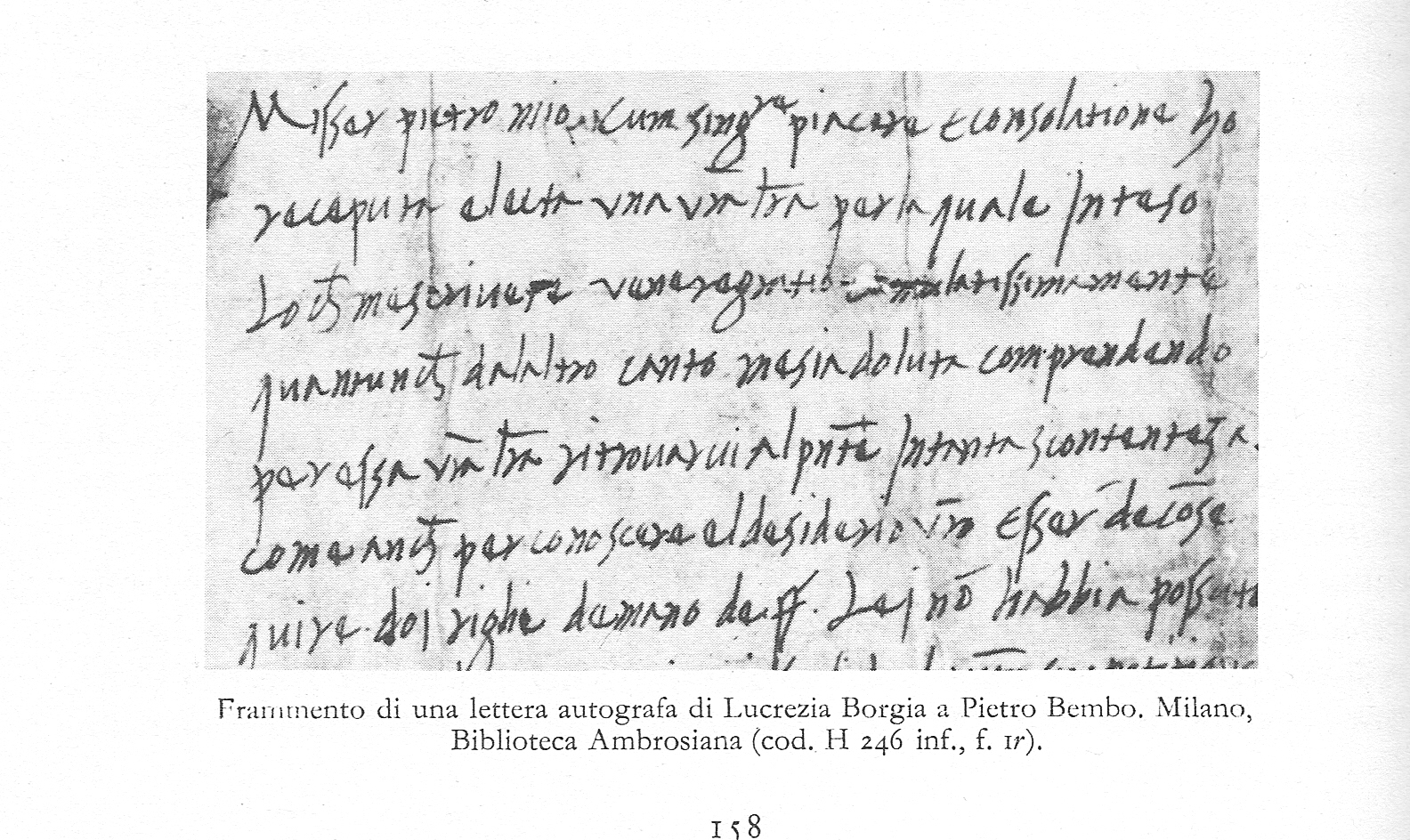
Lettera di Lucrezia Borgia a Pietro Bembo, custodita presso la Biblioteca Ambrosiana di Milano. Le lettere che i due si scambiarono tra il 1503 e il 1517 sono tra le più celebri dell'Epistolario volgare bembiano.

Edite nel 1530, le 165 liriche che compongono il canzoniere bembiano «raggiung[ono] risultati esteticamente validi in assoluto», secondo la critica più recente. Imitatrici perfette ma senz'anima del canzoniere petrarchesco, le Rime bembiane superano questo «meccanico calco» con la canzone Alma cortese, scritta in memoria del fratello Carlo scomparso nel 1503, in quanto vi è un addentramento spirituale del Bembo all'interno dei moti della propria anima. Davanti a questo componimento, «la canzone del Bembo parve ai contemporanei documento che anche nello stile alto, come già in quello umile e mezzano, il volgare fosse ormai uscito di minorità: esso si prestava ormai a ogni impresa, per quanto ambiziosa». Vittorio Cian ricorda, inoltre, che all'indomani della morte del Bembo, si cercò di impedire vanamente la pubblicazione delle Rime da parte dell'autorità ecclesiastica, probabilmente per certi toni amorosi. In piena età della Controriforma, poi, esattamente nel 1585, la Santa Inquisizione tentò per la seconda volta di metterle all'Indice, cosa che spinse il figlio del Bembo Torquato a chiedere l'intervento del cardinale Alessandro Farnese, come emerge dalla lettera del 22 novembre di quell'anno.

#### LeLettere
Le Lettere, scritte in volgare durante l'arco della sua vita dal 1492 al 1546 e pubblicate postume in quattro volumi tra il 1548 e il 1552, vanno a realizzare il progetto bembiano di lasciare ai posteri un'immagine idealizzata di sé: infatti, «trascelse dal corpus delle sue lettere quelle che giudicò più significative per definire l'immagine di sé che voleva trasmettere alla posterità». Le epistole bembiane risentono anch'esse dell'influsso petrarchesco dal punto di vista lirico, come emerge in alcune lettere inviate alla sua amante Maria Savorgnan o a Lucrezia Borgia.

## Tra l'amore e la letteratura: le donne di Bembo
(Maria Bellonci)

### Maria Savorgnan
|   | Città con più sudor posta e cresciuta     |
|   | più grato rende il fio, che se ne coglie; |
|   |                                           |
|   | vittoria con maggior perigli avuta        |
|   | più care fa le rapportate spoglie;        |
|   |                                           |
| 5 | e nave più da’ venti combattuta           |
|   | con maggior festa in porto si raccoglie.  |
|   |                                           |
|   | Così quanto ebbe più d’amaro al fiore,    |
|   | tanto è più dolce poi nel frutto amore.   |

Il Bembo non fu solo un grande teorico della lingua e un influente uomo di Chiesa, ma anche un appassionato epistolografo e poeta innamorato nel corso della sua lunga vita. Il primo amore delineato nei suoi scritti è per la friulana Maria Savorgnan, nata attorno al 1470 e figlia di Matteo Griffoni di Sant'Angelo in Vado, condottiero al soldo di Venezia, e di Leonarda dei Conti di Carpegna, sposata nel 1487 a Giacomo Savorgnan, membro da una nobilissima famiglia che aveva prestato numerosi servigi alla Serenissima. Con la Savorgnan (vedova al momento dello scambio epistolare col letterato veneziano), Bembo mantenne un epistolario d'amore durato dal 1500 al 1501. Mantenuto segreto, il rapporto epistolare (costituito da 77 lettere di lui e 77 di lei) tra i due iniziò il 14 maggio del 1500 con un sonetto inviato da lei e terminò, per volontà di lui, verso il settembre del 1501, probabilmente perché «si rese conto che la passione di lei cominciava ad affievolirsi perché non riceveva più versi». «La storia di Maria Savorgnan e di Pietro Bembo – commenta Maria Bellonci – è del resto fra le più robuste e succose, per quanto raffinata in ogni declinazione di petrarchismo».

### Lucrezia Borgia
|    | Poi ch’ogni ardir mi circonscrisse Amore    |
|    | quel dì, ch’io posi nel suo regno il piede, |
|    | tanto ch’altrui, non pur chieder mercede,   |
|    | ma scoprir sol non oso il mio dolore,       |

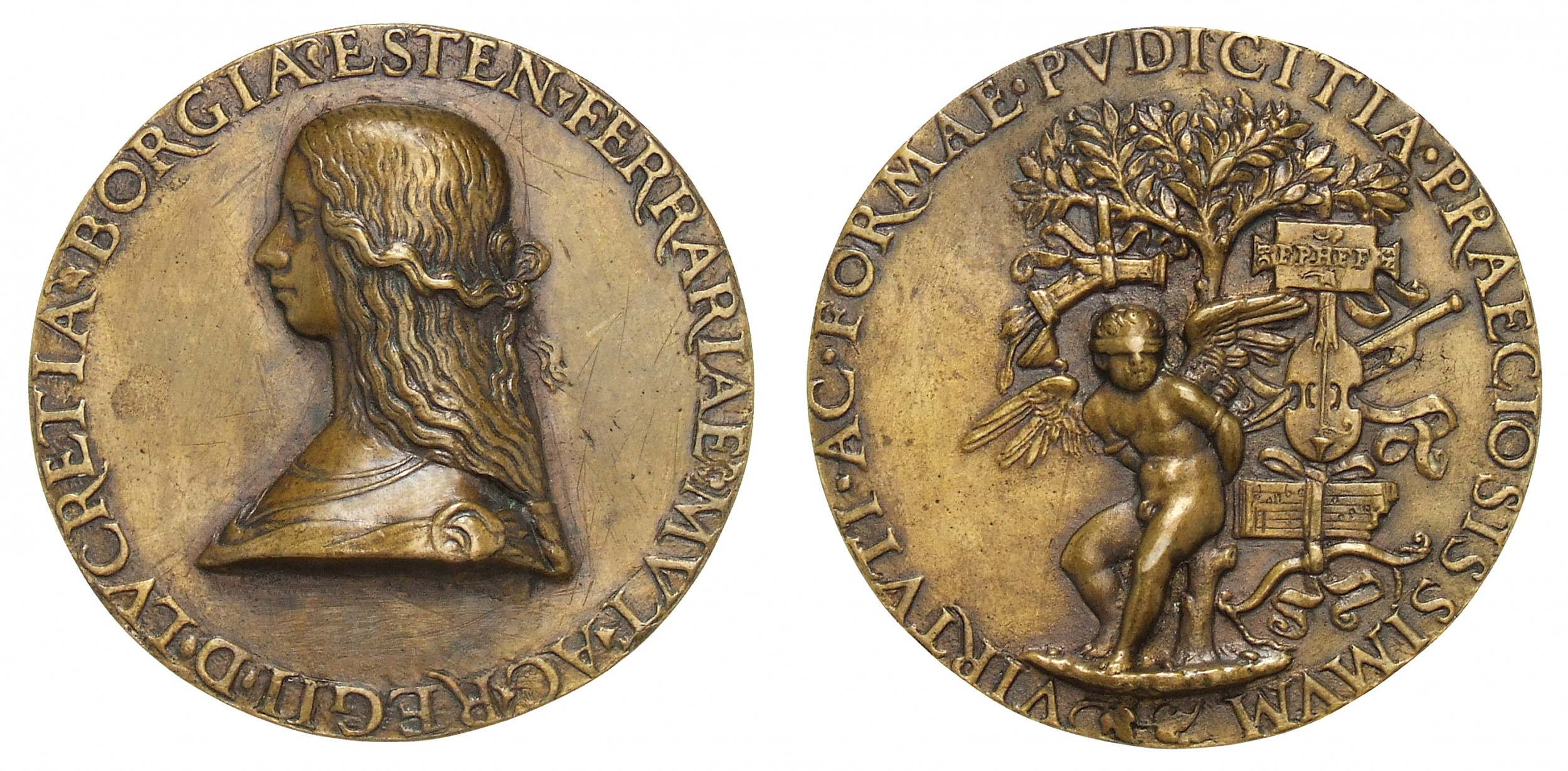
Medaglia dell'Amorino bendato, raffigurante un profilo di Lucrezia Borgia. Secondo Maria Bellonci, nota biografa di Lucrezia Borgia, la medaglia sarebbe legata alla relazione con Pietro Bembo. La stessa duchessa di Ferrara avrebbe infatti suggerito uno schema alla loro libertà amorosa, chiedendogli di nominarla sempre FF nelle lettere, poiché probabilmente la «situazione stava diventando seria, persino pericolosa». La stessa sigla è presente anche nella medaglia su una tabella dietro l'amorino con alcune lettere FPHFF. «La tabella è appesa in modo così evidente ai rami d'alloro che certa ad essa si deve riferire qualche cosa di essenziale per l'interpretazione di tutta l'allegoria. Le lettere misteriose, forse, non sono altro che le iniziali di un'impresa delle quali FF, le due ultime, nascondevano un simbolo così intimo ed aderente a Lucrezia da significare appunto Lucrezia stessa. Che cosa volessero dire lo sapevano in due: ed è rimasto un loro segreto», commenta Bellonci.

| 5  | avess’io almen d’un bel cristallo il core,  |
|    | che, quel ch’i’ taccio e Madonna non vede   |
|    | de l’interno mio mal, senza altra fede      |
|    | a’ suoi begli occhi tralucesse fore;        |
|    | ch’io spererei de la pietate ancora         |
| 10 | veder tinta la neve di quel volto,          |
|    | che ’l mio sì spesso bagna e discolora.     |
|    | Or che questo non ho, quello m’è tolto,     |
|    | temo non voglia il mio Signor ch’io mora:   |
|    | la medicina è poca, il languir molto.       |

La "grande fiamma" del Bembo, per usare il titolo di un libro che ha avuto molto successo fu, però, Lucrezia Borgia, duchessa di Ferrara nonché figlia di papa Alessandro VI e sorella di Cesare. Già dedicataria de Gli Asolani, la giovane moglie di Alfonso I d'Este intrattenne un segreto rapporto epistolare di 49 lettere (40 di Pietro e 9 di Lucrezia) all'insegna dell'amor platonico tra il 1503 ed il 1517, quando ormai Bembo risiedeva a Roma come segretario di papa Leone X. I due si conobbero tramite Ercole Strozzi e il loro rapporto divenne sempre più appassionato con il passare del tempo attraverso esplicite dichiarazioni d'amore, tanto che gli storici hanno opinioni diverse sulla natura del loro legame.
Il carteggio, definito da lord Byron come «le più belle lettere d'amore del mondo», consisteva in un rapporto epistolare accompagnato anche da alcune liriche dal sapore petrarcheggiante e alcune missive in lingua spagnola da parte di lei. Secondo quanto riportato da Suadoni, «le lettere a Lucrezia Borgia condividono alcune somiglianze con quelle a Maria Savorgnan, anche se forse per il ruolo pubblico che Bembo ricopriva nella corte estense, il tono dell’umanista è molto più controllato e formale». Nel sonetto sovra riportato, accompagnato nella lettera del 19 giugno 1503, Bembo esprime compiutamente il ruolo dell'amor platonico di sapor petrarchesco: nella seconda quartina, infatti, Bembo immagina di avere un cuore di cristallo (avess'io almen d'un bel cristallo il core) tramite il quale l'amata può vedere il dolore del poeta da lui taciuto (quel ch'i taccio e Madonna non vede / de l'interno mio mal).
Le lettere scambiate tra la duchessa e l'umanista veneziano, come ricorda Paola Vecchi Galli, «sono conservate presso la Biblioteca Apostolica Vaticana, la British Library di Londra, la Biblioteca nazionale di Francia di Parigi e nella stampa Scotto, Venezia, 1552», oltreché all'Ambrosiana di Milano. Sempre all'Ambrosiana è conservata una ciocca di capelli della duchessa di Ferrara che, secondo una lettera di Pietro datata 14 luglio 1503, l'avrebbe donata al futuro cardinale come era d'uso all'epoca.

### Ambrogina Faustina della Torre
La donna che Bembo conobbe a Roma e che lo rese padre di tre figli fu Ambrogina Faustina della Torre (1497-1535), sorella di una tale Mariola e figlia del genovese Antonio della Torre e di una tale Chiara, già proprietaria di alcuni beni immobili nel quartiere di Borgo. Come già ricordato, Faustina diede a Bembo tre figli, di cui il secondogenito e la terzogenita superarono l'età infantile. A parte la sua straordinaria bellezza descritta da monsignor Della Casa, di Faustina si sa poco o niente, se non le lettere che il Bembo scrisse per lei e che la donna risultava già sposata con un uomo dall'identità ignota già prima del 1513, anno in cui iniziò la relazione extraconiugale col futuro cardinale. Morì il 6 di agosto del 1535 all'età di 38 anni.

## Discendenza
Da Faustina Morosina della Torre (1497- 1535) ebbe tre figli, i quali, a causa del voto di castità di Bembo, furono legittimati grazie a papa Clemente VII:
- Lucilio (novembre 1523 - agosto 1532)[7]
- Torquato (10 maggio 1525 - 1º marzo 1595[7])
- Elena (30 giugno 1528[166] - 1574) che sposerà nel 1543[7] Pietro Gradenigo di Domenico (1517-1580)[N 13]

### Esplicative
1. ↑  Secondo la tradizione, la famiglia Bembo era originaria di Bologna. Si sarebbe spostata «nelle piane fangose del nord-est dell'Adriatico» durante la prima metà del V secolo, durante le invasioni perpetrate da Attila nell'Impero romano d'Occidente. Cfr. Kidwell, p. 3.
2. ↑  Questo lo si vide chiaramente al momento del trasferimento definitivo del giovane Bembo da Ferrara ad Urbino nel 1506. Cfr. Vagni, p. 733.
3. ↑  Cola fu anche l'affidabile correttore di bozze di molte opere del Bembo e in particolare delle Prose della volgar lingua, per seguire la cui stampa presso Giovanni Tacuino, dal 17 luglio fino al settembre 1525, si recò a Venezia. Cfr. Cian 1901, pp. 30-31.
4. ↑  Non a caso, nelle Prose della volgar lingua, questa tesi è sostenuta proprio da un figlio di Lorenzo, Giuliano duca di Nemours (Faini, p. 55).
5. ↑  Ferraioli, p. 345. A p. 344 n. 5 il Ferraioli suppone che "Morosina" fosse un appellativo dato dal Bembo alla sua amante, e che Ambrogina Faustina fosse il suo vero nome di battesimo.
6. ↑  Già nel dicembre 1538 Bembo era stato nominato cardinale in pectore da papa Farnese (Faini, p. 171).
7. ↑  Cambiò poi il titolo cardinalizio in quello di San Crisogono il 15 febbraio 1542 e poi in quello di San Clemente il 17 ottobre 1544 (Faini, p. 176).
8. ↑  Paolo III aveva creato Pietro cardinale diacono in pectore nel dicembre 1538, senza peraltro rendere pubblica la nomina, cosa che avvenne quasi un anno più tardi, quando il Bembo era stato ordinato sacerdote e poté così ottenere un titolo presbiterale e non una diaconia. Cfr. Miranda.
9. ↑  Si legga l'incipit della dedica: «Cum superiore anno Romae ego et noster Quirinus essemus».
10. ↑  Il poemetto, col titolo Petri Bembi secretarii Veneti Sarca, è contenuto nel Codex Vindobonensis 9977. Edizioni critiche: Sarca, poema del XVI secolo, Testo latino e traduzione italiana con un saggio critico di Giovanni Battista Pighi, Traduzione tedesca di Kosmas Ziegler, Arco, Stamperia Valdonega, 1974; Petrus Bembus, Sarca, Integra editio princeps, Einleitung, vollständiger Text, erste Übersetzung und Anmerkungen von Otto Schönberger, Würzburg, Königshausen & Neumann, 1994.
11. ↑  La vicenda editoriale è piuttosto complessa. Il primo volume fu stampato a Roma nel 1548: Delle Lettere di m. Pietro Bembo primo volume, Stampate in Roma, per Valerio Dorico et Luigi fratelli, ad instantia di m. Carlo Gualteruzzi, 1548; il secondo a Venezia nel 1550-51: Delle Lettere di m. Pietro Bembo secondo volume, In Vinegia, per gli figliuoli di Aldo, ad instantia di messer Carlo Gualteruzzi, 1550-51; il terzo e il quarto sempre a Venezia nel 1552 senza nome di stampatore, ma con la marca tipografica di Gualtiero Scoto. Edizione critica moderna: Pietro Bembo, Lettere, a cura di Ernesto Travi, 4 voll., Bologna, Commissione per i testi di lingua, 1987-93.
12. ↑  C'è chi come Daniela Pizzagalli suppone che la relazione non abbia avuto coinvolgimento fisico per la stretta sorveglianza alla quale era sottoposta dal marito (Pizzagalli, pp. 226-238), situazione confermata anche da Sarah Bradford che sottolinea come Lucrezia vivesse «nella cerchia ristretta della corte e veniva spiata di continuo» (Bradford, p. 173.). Alessandra Necci è invece più possibilista, affermando che «per quanto si siano ispirati al petrarchismo, è probabile che [...] abbiano [...] abbandonato la fase romantica per arrivare a momenti di intensa fisicità» (Necci, p. 392).
13. ↑  La data di morte di Elena e gli estremi cronologici del marito sono ricavati da una ricerca genealogica condotta dalla Temple University di Filadelfia. Si veda  qui.. Una più precisa fonte bibliografica è rappresentata dal libro (EN) Patricia Fortini Brown, Private Lives in Renaissance Venice: Art, Architecture, and the Family, Yale University Press, 2004,  pp. 94-95; 255, ISBN 9780300102369.

### Bibliografiche
1. 1 2 3  Renucci, p. 1294.
2. ↑  Patota, cap. VII, Il fantasma di Bembo. L'eredità delle Prose nella grammaticografia italiana, in particolare pp. 124-128.
3. ↑  Faini, p. 38: «Questo, malgrado lo stesso Bernardo fosse uomo di vasta e versatile cultura, amante delle lettere, dell'arte, del collezionismo».
4. ↑   BEMBO, Pietro - Albero genealogico, su cardinaliserenissima.uniud.it.
5. 1 2  Kidwell, p. 4.
6. ↑  Della Casa, p. 62, n°1.
7. 1 2 3 4 5 6 7 8 9 10 11 12 13 14 15 16  Dionisotti.
8. ↑  Russo, p. 260: « […] bisogna concludere che egli era nato, come si è fatto intendere, linguisticamente toscano…»
9. ↑  Faini, p. 34.
10. ↑  Faini, p. 38.
11. 1 2  Faini, p. 36.
12. ↑  Faini, p. 46.
13. ↑  Faini, p. 41.
14. ↑  Della Casa, p. 68.
15. ↑  Mazzucchelli, p. 735.
16. ↑  Faini, p. 42.
17. ↑  Santangelo 1986, p. 255.
18. ↑  Faini, pp. 49-50.
19. ↑  Crupi, p. 226.
20. ↑  De Aetna.
21. ↑  Faini, p. 49.
22. ↑  Faini, p. 51.
23. ↑  Della Casa, p. 71.
24. 1 2  Kidwell, p. 18.
25. ↑  Mazzucchelli, p. 736.
26. ↑  Chines, p. 251: « [...] con il dialogo teorico degli Asolani, composto tra il 1497 e il 1502 e pubblicato nel 1505...»
27. 1 2 3 4  Ferroni, p. 5.
28. ↑  Bellonci, 2003, p. 507.
29. ↑  
«Il proposito del B[embo] di prolungare, dopo la partenza del padre, il suo soggiorno a Ferrara, non teneva conto della situazione politica, che pur era già, dopo la lega di Blois fra Venezia e la Francia, chiara»
(Dionisotti)
30. 1 2  Guglielmino e Grosser, p. 375.
31. ↑  Faini, p. 93.
32. 1 2  Faini, p. 84.
33. ↑  Ferroni, p. 4: «La vita del Bembo fu animata da amori forti, ma quasi segreti, come quello per la nobildonna veneta Maria Savorgnan e quello, addirittura rischioso (ma su cui non si hanno notizie precise), con Lucrezia Borgia, figlia del papa Alessandro VI e moglie di Alfonso I».
34. ↑  Bradford, pp. 172-176.
35. ↑  Pizzagalli, pp. 226-238.
36. ↑  Vagni, pp. 733-734.
37. ↑  Si ricordi l'intensa attività di poeta volgare e il dialogo latino De Guido Ubaldo Feretrio deque Elisabetha Gonzagia Urbini ducibus scritto in onore dei suoi protettori. Cfr. Dionisotti.
38. ↑  Faini, p. 123.
39. 1 2  Dionisotti, Introduzione, p. 56.
40. ↑  Faini, p. 117.
41. ↑  Faini, p. 131.
42. ↑  Cian 1885, p. 11.
43. ↑  Della Casa, p. 85:
«L'incarico di scrivere tai lettere si dà a uomini prudentissimi, e belli scrittori: e siccome per l'altezza dell'impiego e del luogo si conviene che siano pieni di gravità e di onestà e per lo peso e la grandezza delle cose forniti di somma fede e probità, vi sono con molta cura e diligenza ricercati, e con grandi premure chiamati. E piacendo assai a Leone X questa costumanza... senza porre indugio comandò che il Bembo a quell'ufficio fosse invitato, e posto.»
44. 1 2 3  Miranda.
45. ↑  Kidwell, p. 193.
46. 1 2  Guglielmino e Grosser, p. 379.
47. 1 2 3  Tavoni.
48. ↑  Fasulo.
49. ↑  Cian 1885, p. 5.
50. ↑  Cian 1885, p. 6.
51. 1 2  Faini, p. 149.
52. 1 2  Faini, p. 152.
53. ↑  Cian 1885, p. 12.
54. ↑  Cian 1885, p. 14.
55. ↑  Faini, p. 185.
56. ↑  Faini, pp. 185-186.
57. ↑  Cian 1885, pp. 157-159.
58. ↑  Cian 1885, p. 173.
59. ↑  Bibliotecari, Custodi e Direttori della Biblioteca Marciana.
60. ↑  Mezzalira.
61. ↑   Alessandro Ballarin e Giuliana Ericani (a cura di), Jacopo Bassano e lo stupendo inganno dell'occhio, Electa, 2010,  p. 19, ISBN 978883707549/1.
62. ↑  (EN) Portrait of a Cardinal, su mfab.hu, Szépmûvészeti Múzeum, Budapest. URL consultato il 14 marzo 2024..
63. ↑  Della Casa, p. 103:
«Imperocché mentre Paolo IIII cercava di nuovo uomini gloriosi da aggregare al sacro collegio, fra primi gli occorse il Bembo, che allora per caso era a Venezia.»
64. ↑  Faini, p. 171.
65. ↑  Faini, pp. 95-96.
66. ↑  Faini, p. 172.
67. ↑  Faini, p. 176.
68. ↑  Mazzucchelli, p. 747.
69. ↑  Mazzucchelli, pp. 747-748.
70. ↑  Mazzucchelli, p. 748.
71. ↑  Della Casa, p. 112.
72. ↑  Faini, p. 25.
73. ↑  Faini, p. 173.
74. ↑  Vedi anche Della Casa, p. 112.
75. ↑  Possamai, p. 45 n° 37.
76. ↑   Orazione funebre sopra la morte del reverendissimo cardinal Bembo (PDF) (archiviato dall'url originale il 2 gennaio 2021)., In Fiorenza, per il Doni, 1546 (m.v.).
77. ↑  Ferroni, 4, p. 42.
78. ↑  Chines, p. 212.
79. ↑  Guglielmino e Grosser, p. 260.
80. ↑  Marazzini, p. 249.
81. ↑  Russo, p. 257.
82. ↑  Tavoni:
«Ma, al tempo stesso, [Bembo, n.d.a] additò l’unica soluzione praticamente efficace nelle condizioni date. L’industria della stampa, infatti, esigeva uniformità, e la ricetta cosiddetta cortigiana o italianista non offriva uniformità, ma al contrario il perdurare del polimorfismo quattrocentesco.»
83. 1 2  Marazzini, pp. 263-264.
84. ↑  Marazzini, p. 264.
85. ↑  Prose della volgar lingua, II, 9.
86. ↑  Renucci riporta il passo esatto in cui Bembo dichiara la propria lontananza dall'esperienza linguistica dell'Alighieri:

«Dante è relegato in un rango inferiore...perché si lascia: "cadere molto spesso a scrivere le bassissime e vilissime cose...Con ciò sia cosa che affine di poter di qualunque cosa scrivere, che ad animo gli veniva, quantunque poco acconcia e malagevole a caper nel verso, egli molto spesso ora le latine voci, ora le straniere, che non sono state dalla Toscana ricevute, ora le vecchie del tutto e tralasciate, ora le non usate e rozze, ora le immonde e brutte, ora le durissime usando, e allo 'ncontro le pure e gentili alcuna volta mutando e guastando, e talora, senza alcuna scielta [sic, n.d.r.] o regole, da sé formandone e fingendone, ha in maniera operato che si può la sua Comedia giustamente rassomigliare ad un bello e spazioso campo di grano, che sia tutto d'avene e di logli e d'erbe sterili e dannose mescolato".»
(Pietro Bembo, Prose della volgar lingua, libro II cap. 20 citato in Renucci, pp. 1296-1297)
87. 1 2  Marazzini, p. 265.
88. ↑  Per la biografia si rifaccia alla voce del Dizionario biografico degli italiani a cura di Pieri.
89. ↑  Lettere italiane, Volume 12, Giuseppe Scarpat, Leo S. Olschki Editore, 1960, p. 123.
90. ↑  Pieri.
91. ↑  Giovine.
92. ↑  Marti, p. 449:

«...ed il Petrarca era anche l'esponente di una tradizione cristiana in cui potevano riconoscersi le esigenze più profonde del secolo ed il senso d'arte dell'Umanesimo.»
93. ↑  Faini, p. 43.
94. ↑  Diotto, p. 20.
95. ↑  Nella storia della stesura dell'Historia Veneta, si sottolinea in Faini, p. 41 che: «la Historia vinitiana fu scritta in latino e poi resa in volgare dallo stesso autore tra il 1544 e il 1545...»
96. ↑  Ulery, p. 331.
97. ↑  Travi, p. 277.
98. ↑  Cian 1901, pp. 33-34 e pp. 63-64, nota 4.
99. ↑  Petri Bembi Epistolarum Leonis decimi pontificis max. nomine scriptarum libri sexdecim ad Paulum tertium pont. max. Romam missi, Impressi Venetiis, ab Ioanne Patavino & Venturino de Roffinellis, decimo Cal. Sextileis Cola Bruno procurante.
100. ↑  Marazzini, 2.
101. ↑  Marti, p. 448.
102. ↑  Vecce, p. 147.
103. ↑  Faini, p. 132.
104. ↑  Marchesi, p. 47.
105. ↑   Giuseppe Gullino, TIEPOLO, Nicolò, in Dizionario biografico degli italiani, vol. 95, Roma, Istituto dell'Enciclopedia Italiana, 2019.
106. ↑  Marchesi, p. 26 e p. 49. La stesura più antica del testo ci è giunta in un codice conservato nella Biblioteca Ambrosiana di Milano (O 205 sup.).
107. ↑  Petri Bembi Ad Nicolaum Teupolum de Guido Ubaldo Feretrio deque Elisabetha Gonzagia Urbini ducibus liber, Venetijs, per Io. Ant. eiusque fratres Sabios, 1530.
108. ↑  Mazzucchelli, p. 766. Edizione critica: Pietro Bembo, Volgarizzamento des Dialogs de Guido Ubaldo Feretrio deque Elisabetha Gonzagia Urbini ducibus, kritische Erstausgabe mit Kommentar von Maria Lutz, Genève, Librairie Droz, 1980.
109. ↑  Marchesi, p. 26.
110. ↑  Campanelli, p. 292.
111. ↑   Giuseppe Trebbi, QUERINI, Vincenzo, in Dizionario biografico degli italiani, vol. 86, Roma, Istituto dell'Enciclopedia Italiana, 2016.
112. ↑  Campanelli, p. 310.
113. ↑  Faini, p. 63.
114. ↑  Petri Bembi ad Herculem Strotium de Virgilii Culice et Terentii fabulis liber, Venetijs, per Io. Ant. eiusque fratres Sabios, 1530.
115. ↑  Mazzucchelli, p. 766.
116. ↑   Massimo Ceresa, GORITZ, Johann, detto Coricio, in Dizionario biografico degli italiani, vol. 58, Roma, Istituto dell'Enciclopedia Italiana, 2002.
117. ↑  Si trova in: Coryciana, Impressum Romae, apud Ludovicum Vicentinum et Lautitium Perusinum, mense Iulio 1524, cc. F1v-F2r.
118. ↑  Petri Bembi Benacus […], Romae, ex aedibus F. Minitii Calvi, 1524.
119. ↑  Cian 1885, p. 58.
120. ↑  Fu pubblicato con poesie di Iacopo Sannazzaro e di altri (Venetijs, per Ioannem Antonium et fratres de Sabio, 1528).
121. ↑  Carmina quinque illustrium poetarum, Venetiis, ex officina Erasmiana Vincentii Valgrisii, 1548, pp. 7-21.
122. ↑  Mazzucchelli, pp. 767-768.
123. ↑  Dionisotti 1965.
124. ↑  Petri Bembi Carminum libellus, Venetiis, apud Gualterum Scottum, 1552-1553, pp. 3-50. L'opuscolo contiene anche epitaffi vari in morte del Bembo.
125. ↑  Dionisotti, mentre Morsolin lo ritiene autentico, datandolo al 1517.
126. ↑  Faini, pp. 36-37.
127. ↑  Clough, p. 17.
128. ↑  Clough, p. 24.
129. ↑  Clough, p. 36: «In his corrispondence...Bembo consistently told Lucrezia that she had inspired his work on Gli Asolani, and Bembo certainly did dedicate the work to her».
130. ↑  Suadoni, p. 54: «Tra le destinarie delle missive di Bembo si trovano Maria Savorgnan, la cui relazione amorosa con l’autore marcherà la storia della prima edizione de Gli Asolani».
131. ↑  Guglielmino e Grosser, p. 381.
132. ↑  Dionisotti, Introduzione, p. 37.
133. ↑  Guglielmino e Grosser, p. 383.
134. ↑  Russo, p. 266: 
«Ma la differenza della situazione non significa nulla perché riguarda il contenuto, però bisogna aggiungere che la differente maniera di poetare del maestro e del lontano scolaro porta a una caratterizzazione della poesia del Bembo come non poesia, come un esercizio retorico puro e semplice. Letteratura dunque, secondo la distinzione confermata dal Croce.»
135. 1 2  Guglielmino e Grosser, p. 384.
136. ↑  Dionisotti, Introduzione, p. 31.
137. ↑  Cian 1885, p. 46.
138. ↑  Cian 1885, p. 46 n° 1.
139. ↑  Mazzucchelli, p. 763.
140. 1 2  Guglielmino e Grosser, p. 380.
141. ↑  Bellonci, p. 292.
142. ↑  Savorgnan - Bembo, Carteggio d’amore, 74, pp. 129-30 (Bembo, Lettere, I, 129, pp. 122-23
143. 1 2   Roberto Zapperi, Chi era Maria Savorgnan?, in Studi veneziani, n.s., vol. 49, 2005,  pp. 281-283, ISSN 0392-0437 (WC · ACNP).
144. ↑  Suadoni, p. 58 n°7 in cui si fa riferimento al libro  Laura Casella, I Savorgnan: le famiglie e le opportunità di potere, Roma, Bulzoni, 2003, SBN LO10777413.
145. ↑  Suadoni, p. 57.
146. 1 2   Maria Savorgnan e Pietro Bembo, Carteggio d’amore (1500-1501), a cura di Carlo Dionisotti, Firenze, Le Monnier, 1950.
147. ↑  Signorini, p. 55.
148. ↑  Suadoni, p. 58 che cita, a sua volta, l'articolo di (EN) Gordon Braden, Applied Petrarchism: The Loves of Pietro Bembo., in Modern Language Quarterly, vol. 57, n. 3, 1996,  pp. 397-423, DOI:10.1215/00267929-57-3-397.
149. ↑  Bellonci, p. 293.
150. 1 2  Bradford, p. 172.
151. ↑  Bellonci, p. 300.
152. ↑   Poi ch’ogni ardir, su treccani.it, Treccani. URL consultato il 7 gennaio 2024.
153. ↑   Pietro Bembo, Lucrezia Borgia, La grande fiamma. Lettere 1503-1517, a cura di Giulia Raboni, Milano, R. Archinto, 1989, ISBN 88-7768-008-3.
154. 1 2  Vecchi Galli, Il rapporto con Pietro Bembo
155. ↑  Lettere di Lucrezia Borgia a messer Pietro Bembo, Introduzione, p. 8.
156. ↑  Bradford, p. 170.
157. ↑  Bradford, p. 171.
158. ↑  Bellonci, p. 297.
159. ↑  Suadoni, p. 60 che riporta il saggio di (EN) Aileen Feng, Writing Beloveds. Humanist Petrarchism and the Politics of Gender., Toronto/Buffalo/Pargi, University of Toronto Press, 2017, OCLC 970693924.
160. ↑  Suadoni, p. 60.
161. ↑   Autografi femminili dalle collezioni dell'Ambrosiana, su ambrosiana.it, Veneranda Biblioteca Ambrosiana. URL consultato il 7 gennaio 2024.
162. ↑  Ferraioli, p. 344.
163. 1 2 3  Kidwell, p. 175.
164. ↑  Ferraioli, p. 345.
165. ↑  Ferraioli, p. 350.
166. 1 2  Kidwell, p. 174.